# Danh sách xoáy thuận nhiệt đới tại Việt Nam

Bão Yagi (bão số 3 năm 2024), cơn bão mạnh nhất đổ bộ vào Việt Nam trong 70 năm qua, gây sức gió tại Bãi Cháy là 45m/s (cấp 14) giật 62m/s (trên cấp 17) và khí áp 955,2hPa

Việt Nam là một quốc gia Đông Nam Á, là quốc gia nằm ở cực Đông của lục địa Đông Nam Á. Việt Nam giáp biển Đông nên khả năng xuất hiện các xoáy thuận nhiệt đới ngày càng gia tăng. Bão nhiệt đới ở quốc gia này được coi là một phần của mùa bão khu vực Tây Bắc Thái Bình Dương và do đó, bão ở đây được gọi là typhoon trong tiếng Anh.
Về mặt khí hậu, ở khu vực Tây Bắc Thái Bình Dương, hầu hết các xoáy thuận nhiệt đới có xu hướng phát triển trong khoảng thời gian từ tháng 5 đến tháng 11. Các cơn bão ảnh hưởng đến khu vực này tương đối phổ biến, hầu hết các cơn bão này xuất hiện từ giữa năm. Mùa bão nhiệt đới hoạt động mạnh nhất ở Việt Nam là năm 2017, cơ quan khí tượng theo dõi 16 cơn bão và 04 áp thấp nhiệt đới. 
Hiện nay, bão Yagi (bão số 3 năm 2024) được đánh giá là cơn bão mạnh nhất trong 30 năm qua trên biển Đông, và với việc đổ bộ Việt Nam với sức gió cấp 14-15 giật trên cấp 17 (thực đo tại Bãi Cháy, trạm sát tâm bão, là cấp 14-15 (45-50 m/s) giật trên cấp 17 (62-63 m/s)), Yagi là cơn bão mạnh nhất đổ bộ vào đất liền Việt Nam trong 70 năm qua. Ngoài ra, Yagi cũng là cơn bão ghi nhận trị số khí áp thấp nhất cho một cơn bão đổ bộ vào Việt Nam từ trước đến nay (tính từ khi có số liệu đầy đủ), với khí áp tại Bãi Cháy (Quảng Ninh) là 955,2hPa.
Về bối cảnh dữ liệu tốc độ gió (bao gồm cả gió bão), nhìn chung từ giai đoạn thống nhất (1975) đến trước năm 1995, trừ một số trạm khí tượng (như Đài Khí tượng Phù Liễn sử dụng máy gió tự ghi Munro trong thời gian bão Wendy năm 1968 và Sarah năm 1977 ảnh hưởng tới Hải Phòng) ngành khí tượng Việt Nam chủ yếu sử dụng máy đo gió Vild, cho đến năm 1994 số lượng máy gió tự ghi, tự báo chỉ có 10 chiếc. Đặc điểm của loại máy gió Vild là giới hạn đo thấp (chỉ khoảng 40m/s) và sai số khá lớn. Theo nghiên cứu của ngành khí tượng Trung Quốc về máy đo gió này cho thấy giá trị tốc độ gió ghi nhận được đối với những cơn gió mạnh (đặc biệt là những cơn gió từ cấp 8 trở lên) đo được nhìn chung là cao hơn khá nhiều so với thực tế; theo tính toán lí thuyết, thực nghiệm tại đường hầm gió và so sánh với những máy đo gió khác, trị số tốc độ gió máy đo gió này chỉ tương đối tin cậy nếu tốc độ gió đo ở khoảng cấp 7 đến 8 (dưới 20m/s) và bắt đầu có sai số lớn khi tốc độ gió từ cấp 8 và trên cấp 8 (trên 20m/s), khi tốc độ gió thực tế khoảng 24-26m/s (cấp 9-10) thì máy đo gió Vild cho ra kết quả gió mạnh 34-40m/s và trên 40m/s (từ cấp 12, 13 hoặc trên cấp 13; trên cao so với thực tế lên tới 3 đến 4 cấp) và sai số có thể lên tới 40%. Sau 1995, hầu hết các trạm thuộc mạng lưới khí tượng thuỷ văn Việt Nam chuyển sang máy đo gió tự ghi, chủ yếu là máy đo gió EL có nguồn gốc từ Trung Quốc, ngoài ra một số loại máy gió khác như Young có nguồn gốc từ Hoa Kì.
Bài viết này bao gồm bất kỳ cơn bão nhiệt đới đáng chú ý có cường độ bất kỳ đã ảnh hưởng đến Việt Nam.

## Danh sách các cơn bão có tác động đáng kể đến Việt Nam trong lịch sử

### Trước 1884
- Cuối năm 1698, miền Trung Đại Việt gặp bão lớn đánh vào, thương vong thảm hại nặng nề. Đại Nam thực lục chép: “Mùa đông, tháng 10, gió Đông Bắc thổi to, sấm mưa dữ dội suốt một ngày đêm, nước lụt tràn ngập, mặt đất nước sâu 4-5 thước, nhà cửa, người và súc vật bị trôi chết rất nhiều." Linh mục Jean Antoine Arnedo cho rằng trận bão này có lợi cho tín đồ Cơ Đốc, ông nói: “Nếu không phải ngay lúc này xảy ra một trận thiên tai, bức hại có lẽ cũng sẽ có bước phát triển mới." Trận thiên tai này thực sự lớn, lúc bấy giờ ở khu vực Quảng Nam có hơn một nửa số chùa chiền đình miếu, nhà dân và đình đài cung điện của triều đình bị sụp đổ, hơn 4.000 chiếc thuyền lương thực đều bị chìm, hơn 1.000 con tàu ở ven bờ bị gió bão cuốn đi, không tìm lại được, ước tính có 100.000 người thiệt mạng trong cơn bão.[11]
- Năm Thiệu Trị thứ 2 (1842), một trận bão đổ bộ miền Trung nước Đại Nam, Nghệ An có 40.753 ngôi nhà bị đổ nát, 696 thuyền buôn và thuyền đánh cá bị chìm, nước biển dâng lên 14 - 15 thước (khoảng 3,5 - 4 mét), 5.240 người bị chết, đặc biệt là ở các vùng ven biển thuộc hạt Đông Thành, An Thành và Chân Lộc. Tại kinh thành (Huế), hơn 700 nhà dân bị lật đổ, nhiều người chết đuối. Ngoài ra Đại Nam thực lục còn cho biết, trận bão này cũng càn quét qua các tỉnh Quảng Trị, Quảng Nam, Quảng Ngãi, Bình Định, Phú Yên, Hà Tĩnh.[12]
- Năm Thiệu Trị thứ 6 (1846), lại có một trận bão xảy ra vào tháng 5 nhuận. Các tỉnh bị thiệt hại nặng nhất vẫn là Nghệ An và Hà Tĩnh. Nghệ An có 22.980 ngôi nhà bị sụp đổ, 296 thuyền bị đắm, 722 đình chùa, đền miếu bị hư hại nặng nề, 120 người bị chết. Hà Tĩnh có 1.913 ngôi nhà sụp đổ, 38 đền chùa bị tan hoang, 9 chiếc thuyền của dân bị đắm, 34 người chết.[12]
- Năm Tự Đức thứ 20 (1867), một trận bão kinh hoàng đổ bộ vào Bắc Kỳ vào tháng 5, đã làm đổ nát hơn 10 vạn ngôi nhà, hàng nghìn chiếc thuyền bị đắm, vỡ đê, nước biển dâng cao. Các tỉnh bị thiệt hại nặng nề nhất là: Sơn Tây, Hà Nội, Bắc Ninh, Hưng Yên, Nam Định, Hải Dương, Quảng Yên, Ninh Bình.[12]
- Một cơn bão mạnh đã tàn phá Hải Phòng đầu tháng 10 năm 1881 khiến 3000 người thiệt mang. Tại Hà Nội, cơn bão này đã cuốn phăng nhiều ngôi nhà, cây cối trong khu Nhượng địa Pháp (nay là phố Phạm Ngũ Lão). Theo ước tính, cơn bão đã gây thiệt hại khoảng 7.000 đến 8.000 frs Pháp.[13] Theo ước tính của Trung tâm Dự báo khí tượng thủy văn Việt Nam, cơn bão có thể có sức gió tương đương cấp 13–14.[14]

### Thời kỳ 1884–1945
- Năm 1887 vào tháng 4 âm lịch có trận bão lớn ảnh hưởng dọc ven biển Trung Kỳ. Theo Đại Nam thực lục, "Thừa Thiên, Hà Tĩnh, Quảng Trị, Quảng Bình, Quảng Nam, đều bị bão lụt (lúa chiêm chưa gặt, mạ mùa đã gieo, cùng hết thảy hoa lợi, đều bị ngâm nước tổn hại) ; tỉnh Thanh Hoá, Nghệ An cũng bị nạn bão (ruộng lúa phần nhiều bị tổn thương)".[15]
- Vào tháng 9 đến tháng 10 năm 1900: khu vực Đà Nẵng, Quảng Nam, Quảng Ngãi đã bị 3 trận bão lớn tấn công liên tục kéo dài từ ngày 29 tháng 9 tới 9 tháng 10. Chỉ riêng trận bão xuất hiện vào ngày 29 tháng 9 đã gây ra thảm họa kinh hoàng ở khu vực khi giết chết tới 1600 người. Theo trích dẫn từ các thông tin của Trung tâm thương mại Kaenga Maru của Nhật Bản, cơn bão ngày 29 tháng 9 "có sức tàn phá khủng khiếp không như như bất kỳ cơn thịnh nộ nào đã hoành hành dọc theo An Nam", hoành hành trong 48 giờ liên tục và phá hủy nhiều tòa nhà và gần như hủy hoại 100% diện tích lúa canh tác ở khu vực. Đến khoảng ngày 16 tháng 10 trận bão thứ 4 đã tấn công vào Quy Nhơn và tàn phá nặng nề các đồn cà phê, nó cũng gây lũ lụt kéo dài thêm cho Đà Nẵng - Quảng Ngãi.[16][17]
- Một trận bão vào tháng 7 năm 1902 (khoảng ngày 12 tháng 7) đổ bộ vào Bắc Kỳ, trong đó có Hà Nội, làm đền và tượng vua Lê ở góc phố Beauchamps (phố Lê Thái Tổ) và phố Jules Ferry (phố Hàng Trống) bị hư hỏng nặng. Để khắc phục hậu quả do bão, Đốc lý Hà Nội đã được nhận 250 đồng bạc Đông Dương (trong chương XI, điều 6, khoản 1 và 2 thuộc ngân sách Bắc Kỳ) để tôn tạo tượng vua Lê.[13] Theo Cục khí tượng Philippines thì cơn bão đổ bộ Tonquin (Bắc Kỳ) với cường độ mạnh hơn khi ra khỏi Archipelago.[18]
- Ngày 7 tháng 6 năm 1903, một trận bão được cho là rất mạnh đã đổ bộ vào Nam Định, Bắc Kỳ. Theo báo cáo từ Nam Định vào sáng ngày 7, gió tây bắc bắt đầu thổi với sức mạnh ngày càng tăng cho đến giữa trưa, sau một thời gian ngắn lặng gió, gió bắt đầu thổi từ phía tây nam với sức mạnh khủng khiếp, đến mức hầu hết các ngôi nhà trong địa phương này đều bị phá hủy. Khu vực phía tây Bắc Kỳ cũng phải chịu những thảm họa tương tự. Điều đáng tiếc nhất là số người chết, theo báo cáo, lên tới 2.000 người.[19] Báo chí đương thời dùng từ “trận bão” để mô tả. Không chỉ Bệnh viện De Lanessan bị hư hại nặng mà trận bão 1903 còn hủy hoại một số công trình khác ở Hà Nội như Văn Miếu - Quốc Tử Giám.[13] Nhiều tỉnh Bắc Kỳ khác cũng chịu những thiệt hại nặng nề.[20]
- Vào ngày 1 tháng 5 năm 1904, một cơn bão đổ bộ vào vùng Nam Bộ ngày nay, địa bàn chịu ảnh hưởng đến cả Campuchia, đã khiến ít nhất 3000 người chết và tổng thiệt hại tài sản hơn 1000 tỷ đồng (theo thời giá năm 2016).[21][22] Điển tích "Năm Thìn bão lụt" đi vào ca dao, tục ngữ Nam Bộ cũng được cho là bắt nguồn từ trận bão này.[23][24]
- 4 tháng sau, vào ngày 11 tháng 9 năm 1904 (2 tháng 8 âm lịch), một trận bão lớn được cho là ở cấp 11[25] đổ bộ vào kinh thành Huế. Đại Nam thực lục chép: "Ngày 2 Mậu thân kinh sư có bão lớn, nước dâng lên ngập hết cung điện trong cấm thành và quan thự trong kinh thành, nhà cửa nóc ngói bay tung, tường vách sụp đổ, công văn vật hạng bị ngâm nước hư hại rất nhiều. Cột cờ trên kỳ đài gãy ngang rơi xuống, cầu sắt Trường Tiền cũng bị trôi đổ. Đền chùa nhà cửa thuyền bè ruộng vườn đồ vật của dân gian tổn hại, nhân dân và gia súc bị đè bị dìm chết và bị thương không biết bao nhiêu mà kể (trong kinh thành thuộc viên bộ Lễ chết 2 người, bị thương 2 người, quân binh chết 2 người, bị thương hơn 40 người, nhân dân các phường chết 13 người nam nữ, nhà cửa bị sập đổ hư hại 898 gian. Ở 6 huyện nhân dân chết và bị thương 765 người nam nữ, đình chùa miếu mạo nhà cửa sập đổ hư hại 28.220 gian, súc vật bị trôi bị chết 587 con, thuyền bè bị chìm bị mất 787 chiếc. Tỉnh Quảng Trị nhân dân chết đuối 163 người nam nữ, nhà cửa đền chùa bị trôi bị hỏng 3.168 gian, súc vật chết 3.672 con, thuyền bè bị chìm bị mất 32 chiếc. Tỉnh Quảng Bình hai phủ huyện Quảng Ninh Lệ Thủy nhân dân chết đuối 411 người nam nữ, nhà cửa đình miếu bị trôi bị hỏng 5.888 gian, súc vật chết 2.814 con, thuyền bè bị chìm bị mất 74 chiếc. Nghệ An Hà Tĩnh bão lụt hơn bình thường cũng tổn hại nhiều."[26]
- Ngày 29 tháng 9 năm 1905, một trận bão được cho là mạnh (Philippines gọi là "Cantabria", do cường độ rất mạnh tàn phá Philippines khi đó và ghi nhận áp tại đây là 919 hPa, nhận được sự quan tâm đặc biệt lớn của dư luận thời đó),[27] đã đổ bộ vào vùng Đồng bằng Bắc Kỳ ở khu vực Phủ Lý và Nam Định ngày nay. Tờ L'Avenir du Tonkin (Tương lai Bắc Kỳ) cho biết trong ngày 29 tháng 9 ở Hà Nội ghi nhận gió giật từ hướng Bắc và hướng Đông trong khi phần đuôi quét qua Hải Phòng. Hậu quả của gió bão không quá lớn, song nó gây ra một đợt mưa lũ muộn được cho là "hiếm gặp" ở Bắc Kỳ. L'Avenir du Tonkin mô tả, ngày 29 tháng 9 Hà Nội mưa 102,2 mm, "đê Kim Bảng bị vỡ", "hầu hết các ngôi nhà chìm trong biển nước", "nước đã tràn vào tất cả các cánh đồng lúa và cây lúa đã thối rữa trên mặt đất", vụ mùa tháng 10 tại Bắc Kỳ bị xem là "coi như mất trắng", hệ quả là giá gạo "tăng gấp đôi" so với trước khi có bão lụt. Lũ muộn trên sông Hồng trong đợt mưa bão này có đỉnh lên đến 10,36m vào ngày 4 tháng 10 năm 1905 tại trạm Hà Nội. Mức độ thiệt hại về lúa mùa do bão lụt tại các địa phương phổ biến 35–55%. Giao thông từ Hà Nội đi Nam Định, vốn đã gián đoạn từ tháng 8, tiếp tục gián đoạn đến đầu tháng 11 năm 1905. Điều này được cho là hệ quả của việc trước đó ba tháng 6, 7, 8 "mưa ở vùng châu thổ không đủ cho mùa màng".[28][29][30][31]
- Tháng 9 dương lịch (tháng 8 âm lịch) năm 1906, có bão ở Huế và Trung Kỳ. Theo Đại Nam thực lục, "ngày 7 tháng ấy [tháng 8 âm lịch năm Bính Ngọ, 1906] gió đông bắc nổi mạnh, nước sông dâng cao hơn lúc thường tới bốn năm thước, nhà cửa dân cư sụp đổ, hoa lợi ruộng vườn tổn thất rất nhiều".[26] Tuy nhiên cơn bão này, theo Philippines Weather Bureau, được cho là "ít dữ dội".[32]
- Trong các tháng 6–7 năm 1909 ghi nhận 4 cơn bão đổ bộ vào Bắc Kỳ và phía Bắc của Trung Kỳ (Thanh Hóa, Nghệ An). Ngày 24 tháng 6 có một trận bão (không rõ cường độ) đổ bộ vào Phù Liễn. Hơn 3 tuần sau, đến rạng sáng ngày 16 tháng 7 năm 1909, một trận bão rất mạnh đổ bộ vào Phù Liễn (Hải Phòng). Theo Đài quan sát Phù Liễn (ghi lại trong tài liệu của Philippines), sức gió mạnh nhất đạt 38,9m/s (140km/h) vào khoảng 3 đến 4 giờ sáng ngày 16 tháng 7 và khí áp (đo ở mực nước biển) là 725,3 mmHg (967,0 hPa) vào 4h30 sáng 16 tháng 7 năm 1909.[33] Ngày 21 tháng 7, có một trận bão đổ bộ vào Thanh Hóa và ngày 24–25 tháng 7 có một trận bão đổ bộ vào Nghệ An (ở gần Vinh). Theo Đại Nam thực lục, "Thanh Hóa, Nghệ An bị bão (buổi chiều ngày 8 [24 tháng 7] nổi lên, đến sáng sớm ngày 9 [25 tháng 7] thì tắt, công thự trường thi đều đổ sập, nhà cửa thuyền bè, người và gia súc ruộng vườn trong hạt phần nhiều bị tổn thất)". Đến đầu tháng 9 năm 1909 có một cơn bão khác vào phía Bắc Đông Dương, khu vực Nam đồng bằng Bắc Bộ (vĩ tuyến 20).[34][33][26]
- Cuối năm 1909 cũng có bão dồn dập ở phía Nam Trung Kỳ. Vào ngày 6–10 tháng 10 năm 1909, một trận bão di chuyển hướng Tây Tây Bắc, đến phía Bắc Đà Nẵng thì đi đổi hướng theo hướng Bắc, đi vào đất liền Đông Dương ở vĩ độ cao hơn 20oB một chút (là vùng Nam Đồng bằng Bắc Kỳ) vào tối 10 tháng 10, có thể nhận định là bão đi dọc bờ biển lên Bắc.[33] Theo Đại Nam thực lục mô tả, "ngày 23, 24 tháng ấy [tháng 8 âm lịch, tương đương ngày 6 và 7 tháng 10 năm 1909] gió bão rất lớn, nước dâng cao hơn mức thường, từ Thừa Thiên tới các tỉnh Thanh, Nghệ, Tĩnh, Bình, Trị, Quảng Nam, Bình Thuận ruộng vườn đều bị tổn thất rất nhiều".[26] Ngày 31 tháng 10, một trận bão đổ bộ vào Nha Trang. Ngày 9 tháng 11 năm 1909, một trận bão rất mạnh đã tàn phá dữ dội các tỉnh từ Huế đến Quảng Ngãi. Theo báo cáo của đài Phù Liễn (ghi nhận trong tài liệu của Philippines) thì trận bão đã quét qua khu vực phía Bắc Đà Nẵng và lúc 21h45 phút tối tại đây đã quan sát được khí áp 730,9 mmHg (974,5 hPa).[34][33]
- Năm 1910 có 13 cơn bão đổ bộ Việt Nam,[35] phần lớn tại Trung Kỳ. Riêng tháng 9 năm 1910 (tháng 8 âm lịch Canh Tuất) có bão dồn dập (tuy không quá mạnh) nhưng gây thiệt hại lớn. Có hai cơn bão được cho là mạnh nhất và đáng chú ý nhất, một là trận bão ngày 1 tháng 9 năm 1910 đổ bộ Ninh Bình, với khí áp trạm này ghi nhận được (đo bằng phương pháp thủ công) là 734,7 mmHg (979,5 hPa);[36][34] và hai là trận bão vào ngày 26 tháng 9 năm 1910 đổ bộ vào Quảng Bình có cường độ cũng rất mạnh, với khí áp trên biển được một tàu hơi nước tên "Colombo" xuất phát từ Đà Nẵng đo vào tâm bão, tại 17,3 độ vĩ Bắc và 107,8 độ kinh Đông (17o15'B, 107o50'Đ, ở vùng biển Quảng Bình–Quảng Trị, vị trí này cách đảo Cồn Cỏ khoảng 150km về phía Đông) đo được giá trị khí áp 717 mmHg (956 hPa) bằng phương pháp thủ công, song sau đó tàu bị lật, cơn bão về sau được gọi là "Colombo typhoon".[36] Đại Nam thực lục chép: "Các tỉnh từ Thừa Thiên tới Hữu Trực kỳ [vùng Bắc Trung Kỳ, không kể phủ Thừa Thiên] đều báo tin bị bão (tỉnh Quảng Bình nặng nhất, dinh thự Tòa sứ ở tỉnh và nhà cửa thuyền bè của dân chung quanh đều bị hư hại chìm mất, văn thư đều bị ngâm nước), sai quan địa phương khám xét trù hoạch cứu giúp."[26] Đến đầu tháng 11 năm 1910, Nam Trung Bộ có một cơn bão lớn đổ bộ ở Quảng Ngãi và Bình Định (khoảng ngày 3 tháng 11 dương lịch).[36] Theo Đại Nam thực lục, vào tháng 10 (âm lịch, tương đương tháng 11 năm 1910) "tỉnh Quảng Ngãi bị bão lụt (hơn 10 người chết đuối, nhà cửa thuyền bè dọc sông hư hỏng chìm mất có tới hàng vạn), chuẩn trích tiền lưu lại 1.000 đồng chẩn cấp".[26] Một cây đa di sản trăm năm tuổi ở Quảng Ngãi cũng từng bị hư hỏng do bão (trận bão năm Canh Tuất).[37]
- Vào cuối năm 1912, có 3 trận bão khá mạnh đổ bộ vào Nam Trung Bộ, ngày 13 và 19 tháng 10 ở Quảng Ngãi và ngày 8 tháng 11 năm 1912 ở Khánh Hòa (tâm bão đi qua vùng Ninh Hòa, phía Bắc thành phố Nha Trang ngày nay; trận bão này trước đó có tên "Tacloban typhoon" vì tàn phá vô cùng nghiêm trọng Philippines[38][39][40]). Trận bão ngày 8 tháng 11 năm 1912 ở Nha Trang ghi nhận khí áp 729,9 mmHg (973 hPa). Theo dư luận thời đó, đây là "cơn bão dữ dội nhất từng đi qua Nha Trang trong trí nhớ của con người", đã gây ra thiệt hại đáng kể. Tất cả các ngôi nhà của người châu Âu đều ít nhiều bị ảnh hưởng; hầu hết các ngôi nhà đều bị cuốn trôi mái nhà và trần nhà sụp xuống. Nền móng của Viện Pasteur Nha Trang bị lộ ra và mái nhà của phòng thí nghiệm và nơi ở của nhân viên bị thổi bay.[41] Một nhà thờ ở Nha Trang cũng bị bão làm quật đổ.[42]
- Ngày 18 tháng 8 năm 1913, một trận bão lớn khác được cho là đã đổ bộ vào vùng Đông Bắc Bắc Kỳ (khu vực Quảng Ninh, Lạng Sơn, Bắc Giang).[43] Bão tiếp tục gây mưa lớn và lũ lụt diện rộng ở Bắc Kỳ (cùng với đợt mưa từ trước đó), vỡ đê xảy ra nhiều nơi, gây thiệt hại nặng về mùa màng và giao thông, kể cả đường sắt Hà Nội–Hải Phòng.[44]
- Vào cuối tháng 10 năm 1915, một trận bão rất mạnh đã tấn công Tourane (Đà Nẵng ngày nay) và Quảng Nam vào khoảng 18h45 ngày 27 tháng 10. Theo các tài liệu, trận bão đổ bộ ở gần phía Nam của Đà Nẵng (có thể ở Hội An, Quảng Nam), cường độ của trận bão không được nêu rõ ràng. Theo một tài liệu của Philippines, cơn bão tàn phá cực kỳ dữ dội tới tận vùng biên giới giữa Quảng Nam và Lào ngày nay, theo lãnh đạo Đài quan sát Phù Liễn thì áp suất đo được ở bán đảo Sơn Trà ở cửa ngõ Đà Nẵng là 721,3 mmHg (961,8 hPa), tuy nhiên nó được cho không phải áp suất thấp nhất trong cơn bão do bão được ghi nhận đổ bộ về phía nam của trạm, mặc dù vậy giá trị khí áp này cũng không được ghi nhận một cách chính thức trong các tài liệu lúc bấy giờ. Nước dâng ở bờ biển từ Thừa Thiên đến Huế, nước dâng hơn 0,50 m. Bão hoành hành ở vùng núi An Nam, đường dây điện báo bị đổ, cây cối bị xoắn, gãy hoặc bật gốc, nhà cửa của người bản xứ bị gió lớn thổi bay hoặc cuốn trôi, nhiều người chết đuối, thuyền và xuồng máy cùng một tàu hơi nước bị đẩy vào bờ hoặc vào đất liền. Nước sông dâng cao gây ra lũ lụt và sự tàn phá mùa màng, thiệt hại lớn cho đường sá. Mưa lớn kéo dài từ Quảng Ngãi đến Đồng Hới và thậm chí đến Vinh.[45] Theo Đại Nam thực lục, tháng 9 (âm lịch) năm 1915, "gió bão nổi lớn, mưa to nước lụt. Sắc cho bộ Lễ phái ủy đường quan thuộc viên chia nhau tới các tôn điện hội đồng kiểm điểm trù tính việc tu bổ".[26]
- Tháng 7 năm 1921 có hai trận bão mạnh đổ bộ vào Bắc Kỳ. Một trận đổ bộ chiều 7 tháng 7 năm 1921 ở gần Phù Liễn, Hải Phòng[34][46] và một trận đi qua phía Bắc đảo Hải Nam đổ bộ vào Móng Cái ngày 24, 25 tháng 7.[47]
- Năm 1924 có 2 trận bão lớn: một ở Bắc Kỳ ngày 24 tháng 8, một ở Thanh Hóa ngày 6 tháng 10.[48] Theo bài "Tình hình Đông Dương" của Nguyễn Ái Quốc, "vào tháng 10, nhiều tỉnh đã bị lụt và bão tàn phá. Những sự thiệt hại không được rõ, Chính phủ không muốn cho biết điều này. Theo những thông tin cá nhân thì có những nơi có tới nửa số dân chết đuối hay chết đói".[49]
- Ngày 30 tháng 7 năm 1929, một trận bão lớn đổ bộ vào vùng Đồng Bằng Bắc Kỳ, tâm đi qua phía Nam Phù Liễn, khí áp mực nước biển đo được ở Phù Liễn là 739,8 mmHg (986,3 hPa). Trận bão gây ra thiệt hại đáng kể ở vùng ngoại ô Hải Phòng và ảnh hưởng nặng nề nhất đến khu nghỉ mát ven biển Đồ Sơn, một số tòa nhà bị tốc mái, hầu hết các biệt thự bị hư hại nghiêm trọng và nhiều cây cối bị đốn hạ, thuyền của ngư dân mặc dù được che chắn nhưng vẫn bị sóng đánh trôi và vỡ tan trên bờ. Một tàu hải quan mang tên "Espadon" đã bị mất tích trên biển, cả người và tài sản. Tỉnh Kiến An có 187 người chết, 1.860 ngôi nhà bị lật, 14 nhà thờ, 8 chùa chiền và 6 trường học bị phá hủy, hơn 23.000 ha ruộng lúa bị tàn phá, 76 thuyền nan bị chìm. Tuyến đường từ Hải Dương đi Hải Phòng bị ngập ở nhiều điểm. Ở Thái Bình và Nam Định, các công trình hành chính, nhà cửa, nhà máy đều bị hư hại nghiêm trọng hoặc sập, đặc biệt là bệnh viện; tất cả các túp lều rơm đều bị san phẳng, nhiều cây bị bật gốc; tuyến đường sắt đã bị cắt; riêng tại Nam Định, bão đã làm 32 người ở xã Đông Bình tử vong, phát hiện 10 thi thể trôi dạt vào bờ sông Hồng; một nhà truyền giáo người Tây Ban Nha đã chết ngạt dưới đống đổ nát của giáo xứ của ông ở Trung Linh; thiệt hại gây ra cho các tòa nhà Cotonnière ở thành phố Nam Định được cho là lên tới 100.000 piastres. Ở Ninh Bình, nhà ở của người dân bản địa và ruộng lúa cũng bị thiệt hại nghiêm trọng do ngập lụt.[50][34]
- Ngày 4 tháng 5 năm 1932, một trận bão lớn đổ bộ vào Mũi Dinh (Ninh Thuận) và tại đây ghi nhận áp suất 714 mmHg (951 hPa), song số liệu này đo thủ công và còn nhiều nghi ngờ. Thiệt hại là đáng kể, đặc biệt là ở các vùng Dran, Phan Rí, Phan Rang. Bão đã gây ra lượng mưa rất lớn trên toàn Nam Trung Bộ và cả Nam Kỳ tại Cap Saint-Jacques (Vũng Tàu). Ở Nha Trang, ghi nhận mưa lớn 230mm. Tại Phan Rang, lũ lụt sau cơn bão đã gây ngập lụt ở trung tâm đô thị vào sáng ngày 4 tháng 5, nơi này bị cô lập hoàn toàn và thiệt hại rất lớn. Tại Đà Lạt, mưa lũ lớn và ngập lụt nhiều cây cầu bị cuốn trôi và đê của hai hồ Đà Lạt bị vỡ đã góp phần lớn vào việc làm biến mất ngôi làng Dran, nơi có 2 người Pháp và 65 người bản xứ chết đuối.[51][52][53] Theo tờ Sài Gòn, Phan Rí "tan hoang hết, không còn một nóc nhà tranh nào đứng được"; tổng cộng bão đã làm đến 800 người chết.[54] Sau cơn bão này 2 tuần, đêm 19 rạng sáng 20 tháng 5 năm 1932 một cơn bão nhỏ/áp thấp nhiệt đới đã đổ bộ vào Móng Cái (Quảng Ninh), nhưng không có gì đáng chú ý.[55][53]
- Ngày 3 tháng 10 năm 1933, có một cơn bão đổ bộ vùng đồng bằng Bắc Kỳ ở Hải Phòng và Thái Bình (tâm bão đi qua phía Nam của Hải Phòng, và cũng được cho là có đi qua đài khí tượng Phù Liễn) gây sức gió 37 m/s tại trạm Phù Liễn; vận tốc gió [giật] tối đa trong cơn bão có thể lên đến 45–50 m/s; được xem là "cơn bão lớn nhất trong 40 năm qua tính ở thời điểm này [tháng 10] hằng năm tại Bắc Kỳ".[56] Tờ Sài Gòn ngày 5 tháng 10 năm 1933 dùng từ "bão lớn" trong nhan đề khi nói về trận bão này ở Hà Nội, kèm nhận xét "hư hại nhiều lắm";[57] và trong số báo ngày hôm sau (6 tháng 10) cho biết "các tỉnh bị thiệt hại nhà cửa, cây cối và đường xá rất nhiều".[58] 60 người chết đuối hoặc mất tích, 500 thuyền buồm hoặc thuyền tam bản bị đánh chìm hoặc phá hủy, 50% diện tích mất mùa, tất cả các tòa nhà công cộng hoặc tư nhân ít nhiều bị hư hại. Mưa rất lớn trên khắp Bắc Bộ gây lũ quét ở nhiều con sông và gây ngập lụt một số đô thị.[56] Thiệt hại được ghi nhận trên toàn vùng đồng bằng ven biển Bắc Kỳ mà nghiêm trọng nhất ở Hải Phòng, Kiến An và Thái Bình.[59]
- Chưa đầy 1 tháng sau trận bão ở Bắc Kỳ, ngày 1 tháng 11 năm 1933, một trận bão mạnh khác đổ bộ vào Quy Nhơn,[60] Phan Bội Châu miêu tả cảnh tượng "tang thương", "như bãi chiến trường" trong bài thơ "Sau trận bão Quy Nhơn".[61] Trong cơn bão này Đài khí tượng Đông Dương cho biết khí áp thấp nhất ghi nhận tại trạm Quy Nhơn là 708 mmHg (944 hPa), tuy nhiên giá trị khí áp này đo bằng phương pháp thủ công, và còn nhiều nghi ngờ.[34][56] Theo Hà Thành ngọ báo, tại Phú Yên có 212 người chết do bão,[62] tổng số người chết trong cơn bão này ước tính trên 300 người.[63]
- Vào ngày 24 tháng 10 năm 1934, một cơn bão đổ bộ vào khu vực từ Hà Tĩnh đến Quảng Trị. Cường độ cơn bão này được cho không phải là mạnh nhưng lại gây ra một đợt mưa lũ rất lớn tại các tỉnh Bắc Trung Kỳ. Tổng lượng mưa tại Đồng Hới ghi nhận trong đợt mưa này lên đến 600mm, tại Tư Dung (nay thuộc Cẩm Xuyên, Hà Tĩnh) có tổng lượng mưa 1224mm trong 36 giờ, "là lượng mưa lớn nhất được quan sát thấy kể từ năm 1907 trong chuỗi số liệu mưa của Đông Dương". Lũ lụt diễn ra trên diện rộng, nhà cửa ngập sâu, giao thông chia cắt, điện nước gián đoạn, hoa màu ngập úng cùng rất nhiều gia súc, gia cầm bị lũ cuốn trôi. Đoạn đường sắt đi qua địa phận Hà Tĩnh bị hư hỏng toàn bộ: đường ray bị gãy, biến dạng hoặc bị dịch chuyển, đá dăm bị rỗng; có những nơi bị ngập, nứt, hao mòn. Có 3 cây cầu bị sập. 428 người được cho là đã thiệt mạng (tại tỉnh Nghệ An, Hà Tĩnh, Đồng Hới) trong đợt mưa lũ này. Thiệt hại tại Hà Tĩnh ít nhất khoảng 800.000 piastres, chi phí cải tạo đường sắt mất ít nhất 100.000 piastres.[64][65] Một phong trào ủng hộ đồng bào bão lụt lớn đã diễn ra khắp Đông Dương lúc bấy giờ.[65] Trước đó, bão cũng được cho là không quá mạnh nhưng gây ra mưa lũ lớn cho Philippines từ 19 đến 21 tháng 10. Tại Naga, trận mưa lũ "một trong những trận lũ tồi tệ nhất trong lịch sử". Nhiều nơi Philippines mưa lớn ngập sâu, mùa màng mất trắng và thiệt hại ít nhất 4 triệu peso.[34]
- Năm 1938 vào đầu tháng 10 có 2 trận bão liên tiếp đổ bộ Bắc Kỳ ngày 5 (ở Hải Ninh, Lạng Sơn, Cao Bằng) và 8 tháng 10. Trong đó trận bão ngày 8 tháng 10 đổ bộ vào Kiến An và Quảng Yên (nay là Quảng Ninh và Hải Phòng; tâm bão qua phía Quảng Yên ở khu vực Cẩm Phả),[66] khí áp thấp nhất của nó ghi nhận là 927 hPa hoặc 970 hPa tại trạm Phù Liễn vào khoảng 16h, tài liệu của Đài khí tượng Đông Dương xác nhận cả 2 con số, không khẳng định con số nào là chính xác, và cho biết giá trị này "tiệm cận mức thấp nhất được ghi nhận từ trước đến nay" (se rapprochant du minimum enregistré à ce jour). Bão gây gió mạnh cấp 12 trên phạm vi rộng, ảnh hưởng mạnh toàn Bắc Kỳ, thậm chí đến cả Lạng Sơn hay Thái Nguyên.[67] Báo chí Đông Dương đương thời mô tả đây là trận bão rất "khủng khiếp", gây thiệt hại nặng cho vùng Bắc Kỳ, cây đổ nhiều nơi, giao thông tê liệt hoặc gián đoạn, lúa bị giập ngã khi đang giai đoạn giỗ bông.[68][69][66] Mưa rất lớn trong các ngày 8 đến 10 tháng 10 năm 1938 ở Bắc Kỳ, bao gồm Hà Nội gây ngập lụt nhiều nơi.[67][69]
- Ngày 11 tháng 10 năm 1942, một trận bão lớn khác đổ bộ vào vùng Đồng bằng Bắc Kỳ với cường độ được cho là rất mạnh, bão đi qua địa phận tỉnh Bắc Giang (theo các cụ già kể lại, bão gây gió giật mạnh làm cuốn cả cối đá để ngoài sân).[70] Theo tờ Sài Gòn phản ánh, ở Hải Phòng "cây cối ở các phố ngã la liệt", "trận gió này tuy mưa ít nhưng mạnh gấp bội lần trước"; còn tại Hải Dương "mưa như trút nước", gió bão to "làm bay mái hiên ở các nhà trong phố".[71] Toàn Bắc Kỳ có 207 người chết do bão, riêng tỉnh Thái Bình có 62 người chết, trong đó 52 người chết do nước biển tràn vào.[72]

### Thời kỳ 1945–1975
- Năm 1952, một trận bão lớn (Vae) đổ bộ vào Phan Thiết với sức gió 130km/h, ước tính khoảng 10.000 người bị thiệt hại bởi cơn bão lũ lịch sử này. Trong đó có từ 4.000 - 5.000 người lâm vào cảnh “màn trời chiếu đất”. Theo thống kê, trận bão lụt lịch sử năm đó có tất cả 360 người chết. Riêng Phan Thiết lên đến 200 (nhưng chỉ có 42 xác được tìm thấy), thiệt hại về vật chất rất lớn; xếp sau là Biên Hòa khi có tới 100 người chết.[73]
- Ngày 26 tháng 9 năm 1955, bão Kate đổ bộ Hải Phòng với sức gió trên cấp 12 (tài liệu của Mỹ, Nhật xác định vị trí đổ bộ ở Nghệ An là không chính xác; Việt Nam và Trung Quốc là chính xác); kèm theo nước biển dâng gây vỡ 158 đoạn đê biển, làm 669 người chết, 1.200 người bị thương, 12.000 nhà ở bị đổ, tốc mái; 12.926 ha đất canh tác bị ngập mặn, 137 tàu thuyền bị đắm.[74]
- Ngày 8 tháng 7 năm 1956, bão Vera đổ bộ Hải Phòng và Thái Bình[75] (tài liệu của Mỹ, Nhật xác định vị trí đổ bộ ở Thanh Hóa, Nghệ An là không chính xác; Việt Nam và Trung Quốc là chính xác). Khí áp tại Hà Nội là 976,3 hPa.[76]
- Năm 1962, cuối tháng 11 đầu tháng 12 năm 1962, bão Lucy được ghi nhận là cơn bão hiếm hoi đổ vào Nam Bộ, song chỉ mạnh cấp 6, cấp 7 do đã suy yếu nhiều vì không khí lạnh.[77][78][79]
- Ba cơn bão đổ bộ vào Miền Trung Việt Nam năm 1964 gây ra lũ lụt tháng 11 năm 1964 (còn gọi là trân lụt năm Thìn) đã khiến hơn 7000 người chết và 1 triệu người mất nhà cửa. Năm 1964 cũng là năm miền Trung đón bão dồn dập với tổng cộng 9 cơn bão từ giữa tháng 9 đến giữa tháng 11 cùng năm, trong đó có bão Clara ngày 8 tháng 10 năm 1964 gây gió mạnh 48m/s ở Kỳ Anh.[80]
- bão Wendy năm 1968 với sức gió quan trắc mạnh cấp 15 (Phù Liễn: 50 m/s cấp 15[81], giật 57 m/s cấp 17[82] - gió bão mạnh nhất lịch sử KTTV Việt Nam; riêng về gió giật tính đến trước bão Yagi 2024, sau này bão Yagi Bãi Cháy đã phá vỡ giật 62m/s), Hòn Dấu 40 m/s cấp 13) khiến 155 người chết tại Hải Phòng. Trước đó, bão số 3 (không tên) và bão số 4 (Rose) đổ bộ miền Bắc gây lũ lụt nghiêm trọng.
- Bão Doris, hay "Cơn bão số 3 năm 1969". Đây là một cơn bão đặc biệt, nó đổ bộ vào Vĩnh Linh (Quảng Trị), vùng giới tuyến quân sự, đúng ngày Chủ tịch Hồ Chí Minh từ trần (02 tháng 9 năm 1969).[83][84]
- Bão Hester (1971) gây thiệt hại nặng tại Quảng Ngãi và miền Trung. 550 nghìn ngôi nhà bị phá hủy và 200 nghìn người mất nhà cửa.[85][86]
- Ngày 10 tháng 12 năm 1972, bão Therese đổ bộ vào Bình Định, phía Bắc Quy Nhơn (cách trạm Quy Nhơn khoảng 20 hải lý về phía Bắc). JTWC đưa ra ước tính sức gió đổ bộ khá mạnh (lên đến 95 hải lý/h và áp suất trung tâm ước tính 990 hPa). Trạm khí tượng Quy Nhơn ghi nhận trị số khí áp 999,8 hPa kèm với gió giật đạt 78 hải lý/h (145km/h). Mặc dù vậy, bão làm hơn 1.000 ngôi nhà bị hư hại nặng nề.[87]
- 4 cơn bão và 1 áp thấp nhiệt đới từ 22 tháng 8 năm 1973 đến 14 tháng 9 năm 1973 gây thiệt hại nghiêm trọng, mưa lớn 900-1100mm ở Đồng bằng Bắc Bộ và Bắc Trung Bộ; riêng cơn bão Kate ngày 26 tháng 8 năm 1973 được cho là có sức gió lên tới cấp 14 làm chết 100 người.[88][89]

### Từ năm 1975–1990
| STT | Bão                 | Năm  | Trị số khí áp | Trị số khí áp         | Nguồn         |
| STT | Bão                 | Năm  | Giá trị       | Tại                   | Nguồn         |
| --- | ------------------- | ---- | ------------- | --------------------- | ------------- |
| 1   | Yagi (bão số 3)     | 2024 | 955,2 hPa     | Bãi Cháy (Quảng Ninh) | [ 1 ]         |
| 2   | Cecil (bão số 8)    | 1985 | 959,9 hPa     | Đông Hà (Quảng Trị)   | [ 5 ] [ 90 ]  |
| 3   | Xangsane (bão số 6) | 2006 | 963,3 hPa     | Đà Nẵng               | [ 91 ]        |
| 4   | Sarah (bão số 2)    | 1977 | 963,4 hPa     | Phù Liễn, Hải Phòng   | [ 76 ] [ 92 ] |
| 5   | Doksuri (bão số 10) | 2017 | 966,6 hPa     | Ba Đồn (Quảng Bình)   | [ 93 ]        |
| 6   | Wayne (bão số 5)    | 1986 | 967,4 hPa     | Nam Định              | [ 94 ]        |
| 7   | Vera (bão số 3)     | 1983 | 968,3 hPa     | Cửa Ông (Quảng Ninh)  | [ 95 ]        |
| 8   | Frankie (bão số 2)  | 1996 | 969 hPa       | Văn Lý (Nam Định)     | [ 96 ]        |
| 9   | Wutip (bão số 10)   | 2013 | 969,2 hPa     | Đồng Hới (Quảng Bình) | [ 97 ]        |
| 10  | Molave (bão số 9)   | 2020 | 971,9 hPa     | Quảng Ngãi            | [ 98 ]        |

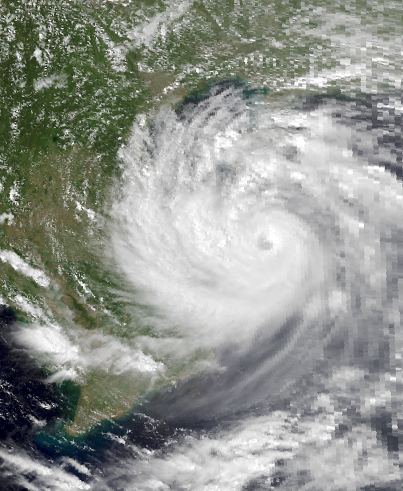
Bão Cecil vào ngày 15 tháng 10 năm 1985

- Bão Sarah ngày 21 tháng 7 năm 1977 ghi nhận gió giật 51 m/s.
- Cuối tháng 9 đầu tháng 10 năm 1978, bão số 8 đổ bộ Huế, bão số 9 (Kit) đổ bộ vào Bình Trị Thiên ngày 25 tháng 9 năm 1978 và bão số 10 (Lola) vào Tiên Yên (Quảng Ninh) 3 tháng 10 năm 1978 gây mưa lụt trên cả nước, cả Đồng bằng Bắc Bộ, Trung Bộ và Đồng bằng Sông Cửu Long.[44][88]
- Bão Joe (bão số 4 năm 1980) đổ bộ Hải Phòng cường độ cấp 12, gây gió mạnh cấp 10-11 ở vùng ven biển Quảng Ninh, Hải Phòng, Hòn Gai (nay là Bãi Cháy, Quảng Ninh) gió 35m/s (cấp 12).[99][100]
- Bão Ruth (bão số 6 năm 1980) đổ bộ Quảng Xương và Thị xã Thanh Hóa - nay là TP Thanh Hóa (Thanh Hóa) gió cấp 10 giật trên cấp 12, phạm vi gió mạnh rộng: Cửa Ông và Bãi Cháy (Quảng Ninh), TP Nam Định và Văn Lý (Nam Định) 24m/s cấp 9, Phù Liễn (Hải Phòng) và TP Thanh Hóa gió 28m/s (cấp 10).[101] Đây được đánh giá là cơn bão "lịch sử' ở Thanh Hóa, sức gió duy trì lâu, mưa rất lớn, lũ lụt gây thiệt hại nặng.
- Bão Nancy (1982) đổ bộ Quỳnh Lưu (Nghệ An) với sức gió cấp 12-13 (Cửa Hội: 36m/s cấp 12, Quỳnh Lưu: 40m/s cấp 13).[102][99]
- Bão Vera (bão số 3) năm 1983 đổ bộ vào Quảng Ninh với sức gió cấp 12-13 (Cửa Ông 40 m/s cấp 13 giật 45 m/s cấp 14) khiến ít nhất 3 người chết.
- Bão Georgia (bão số 6) năm 1983 đổ bộ Thái Bình - Hà Nam Ninh sức gió cấp 11 (Ba Lạt (Thái Bình): 32m/s (cấp 11), Hòn Dấu (Hải Phòng) 26m/s (cấp 10)), thiệt hại nặng[99][103][104]
- Bão Lex (1983) kết hợp với không khí lạnh gây gió mạnh khoảng 7-8 tiếng, gió mạnh cấp 12 (34m/s) giật cấp 13 (40m/s) được ghi nhận tại Đồng Hới, gây mưa lớn trên diện rộng với cường suất mưa có nơi trên 300 mm/12 giờ.[105] Trước đó cơn bão Kim đổ bộ vào vùng Nam Trung Bộ tuy không quá mạnh nhưng đã khiến khiến khoảng 350 người chết và mất tích.[104]
- Bão Agnes năm 1984 đổ bộ vào huyện Phù Cát, phía Nam tỉnh Nghĩa Bình cũ (nay thuộc tỉnh Bình Định) với sức gió rất mạnh lên đến cấp 11, cấp 12. Tại Quy Nhơn (phía Nam tâm bão) ghi nhận gió cấp 9, trạm Pleiku sâu trong đất liền ghi nhận gió cấp 10.[106][80] Bão khiến 134 người chết và 289 người bị thương.[107]
- Bão Cecil năm 1985 đổ bộ vào Bình Trị Thiên với sức gió cấp 11-12, gây mưa lớn và lũ lụt khiến hơn 700 người chết. Bão Lex (1983) và bão Cecil (1985) được coi là hai cơn bão mạnh nhất trong khoảng 100 năm tại Bình Trị Thiên.[105][108] Khí áp 959,9hPa tại Đông Hà là khí áp thấp nhất ghi nhận đối với một cơn bão trên đất liền Việt Nam (đến trước bão Yagi năm 2024).[5][1]
- Bão Wayne năm 1986 đổ bộ vào Thái Bình với sức gió cấp 12, khiến hơn 450 người thiệt mạng.
- Bão Betty năm 1987 (bão số 2) đổ bộ Ba Đồn (Quảng Binh) gây gió cấp 11 tại trạm này; đảo Cồn Cỏ gió 28m/s (cấp 10).[109][99]
- Bão Cary (bão số 3) năm 1987 đổ bộ Nghệ An cường độ cấp 9 (Vinh 22m/s).[109]
- Bão Tess (bão số 10) năm 1988: đổ bộ Phan Rang Tháp Chàm cường độ cấp 10-11,[110] gió 30m/s (cấp 11) tại đảo Phú Quý,[111] Nha Trang gió 28m/s (cấp 10) giật 30m/s (cấp 11)[112] và gây thiệt hại nặng.
- Các cơn bão Cecil (cấp 10), bão Dan, bão Brian năm 1989 liên tiếp đổ bộ vào miền Trung gây lũ lụt và thiệt hại nặng nề. Riêng bão Cecil đổ bộ trái mùa vào tháng 5, gây lũ lụt nghiêm trọng làm 700 người chết
- Bão Becky (bão số 5) năm 1990 đổ bộ Ba Đồn (Quảng Bình), sức gió cấp 11 tại trạm, riêng vùng biển ven bờ cấp 12, tại đảo Hòn Ngư (Nghệ Tĩnh) gió 36m/s cấp 12, Kỳ Anh gió giật 54m/s (cấp 16).[99][113][114]
- Bão Ed (bão số 6) năm 1990 đổ bộ Tĩnh Gia (Thanh Hóa), bão đi dọc bờ biển từ Quảng Nam-Đà Nẵng ra Thanh Hóa, gây gió mạnh cấp 10 giật cấp 11 ở Quảng Trị - Thừa Thiên Huế - Quảng Nam - Đà Nẵng (Hòn Ngư (Nghệ An) 32m/s cấp 11).[99][113]

### Từ năm 1991–1999
| Năm  | Các cơn đáng chú ý                | Nơi tác động theo vùng | Nơi đổ bộ                                       | Sức gió khi đổ bộ      | Tác động về mặt khí tượng khi đổ bộ | Ảnh hưởng kinh tế xã hội | Tham khảo                                                                                                |
| ---- | --------------------------------- | ---------------------- | ----------------------------------------------- | ---------------------- | --- | --- | --- |
| 1991 | Bão số 3 (Zeke)                   | I,II,III               | Quảng Ninh- Hải Phòng                           | Cấp 10                 | Gió cấp 9-10 giật cấp 11-12 tại Quảng Ninh, Hải Phòng Lượng mưa do bão tại Thái Bình, Hà Nam Ninh (cũ), Hải Phòng 150–200 mm | 2 người chết, 7 người mất tích                                                                                                 | [ 116 ]                                                                                                  |
| 1991 | Bão số 6 (Fred)                   | III, IV,VIII           | Hà Tĩnh- Quảng Bình                             | Cấp 11                 | Hà Tĩnh có gió cấp 11, Ba Đồn có gió cấp 8, phía nam Thanh Hoá có gió cấp 6 Lượng mưa phổ biến do bão phổ biến 150-250mm, có nơi trên 300 mm Mưa lớn tại sông Mê Kông gây lũ lớn tại ĐBSCL (vùng VIII)                                                    | 5 người chết Mưa lớn tại sông Mê Kông gây lũ lớn tại ĐBSCL (vùng VIII) Gây úng ngập, thiệt hại lớn tại Đồng Bằng Sông Cửu Long | [ 116 ]                                                                                                  |
| 1992 | Bão số 1 (Chuck)                  | I,II,III               | Quảng Ninh- Hải Phòng                           | Cấp 10                 | Gió cấp 9-10 giật cấp 11 tại Quảng Ninh, Hải Phòng, Nam Hà | | [ 117 ]                                                                                                  |
| 1992 | Bão số 2 (Eli)                    | I,II,III               | Quảng Ninh-Hải Phòng                            | Cấp 8-9                | Cấp 6-8 ở Quảng Ninh, Hải Phòng | | [ 117 ]                                                                                                  |
| 1992 | Bão số 6 (Angela)                 | V, VI, VII, VIII       | Phú Yên                                         | Cấp 8-9                | Cấp 8, giật cấp 9 ở ven biển Bình Định, Phú Yên | Gây mưa cho toàn khu vực từ Đà Nẵng đến Nam Bộ. Hoàn lưu tái sinh thành bão số 8 ở Vịnh Thái Lan                               | [ 117 ]                                                                                                  |
| 1992 | Bão số 7 (Colleen)                | V, VI, VII             | Quảng Ngãi - Bình Định                          | Cấp 8                  | Cấp 6-7 ở Quảng Nam-Đà Nẵng đến Phú Yên | | [ 117 ]                                                                                                  |
| 1993 | Bão số 2 (Bão Lewis)              | III                    | Thanh Hóa- Nghệ An                              | Cấp 9                  | Gió mạnh cấp 8-9, giật cấp 11 Lượng mưa phổ biến từ 100–200 mm | Cung cấp lượng nước vừa phải có lợi cho nông nghiệp Thiệt hại không đáng kể                                                    | [ 115 ]                                                                                                  |
| 1993 | Bão số 10 (Bão Kyle)              | VI                     | Phú Yên                                         | Cấp 13 (hoặc thấp hơn) | Gây gió mạnh cấp 8-9, vùng gần tâm bão (Phú Yên) mạnh cấp 12-13 giật cấp 16. Phú Yên quan trắc được gió mạnh 40 m/s giật 54 m/s bằng máy Vild. | 71 người chết, 59 người mất tích                                                                                               | [ 115 ]                                                                                                  |
| 1993 | Bão số 11 (Bão Lola)              | VI                     | Khánh Hòa                                       | Cấp 10                 | Gây gió mạnh cấp 9-10 ở vùng gần tâm bão (Khánh Hòa) Lượng mưa phổ biến từ 50–150 mm | 23 người chết, 86 người mất tích                                                                                               | [ 115 ]                                                                                                  |
| 1994 | Bão số 5 (Amy)                    | II,III                 | Thanh Hóa                                       | Cấp 7-8                | Gây gió mạnh cấp 7-8 từ Thái Bình đến Nghệ An | | Quái bão, hình thành từ đất liền Bắc Bộ ra biển, quỹ đạo phức tạp                                        |
| 1994 | Bão số 6 (Harry)                  | II,III                 | Quảng Ninh- Hải Phòng                           | Cấp 10                 | Gây gió mạnh cấp 9-10 giật cấp 11-12 tại Hải Phòng, Quảng Ninh Lượng mưa do bão phổ biến từ 100–300 mm, có nơi hơn 400 mm | Một số thiệt hại về đê điều, không có thiệt hại về người.                                                                      | [ 115 ]                                                                                                  |
| 1994 | Bão số 7 (Joel)                   | II,III                 | Quảng Ninh - Hải Phòng                          | Cấp 9-10               | Gió mạnh cấp 8-10 tại Quảng Ninh, Hải Phòng | 9 người chết, 1 người bị thương, 43 nhà bị đổ                                                                                  | [ 115 ]                                                                                                  |
| 1994 | Bão số 9 (Teresa)                 | VI, VII                | Bình Thuận                                      | Cấp 6                  | | | [ 115 ]                                                                                                  |
| 1994 | ATNĐ 19/7 và bão số 8 (Luke)      | I, II,III,IV           | -                                               | -                      | Hoạt động gần bờ, gây mưa lớn ở Bắc Bộ, Bắc Trung Bộ | | ATNĐ 19/7 hình thành từ đất liền Bắc Bộ ra biển. Bão số 8 yếu thành vùng áp thấp vào Thanh Hóa, Nghệ An. |
| 1995 | Bão số 5 (Lois)                   | I, II,III,IV           | Thanh Hóa (Tĩnh Gia)                            | Cấp 10                 | Gió mạnh cấp 8-9 từ Thái Bình đến Nghệ An (Văn Lý cấp 10) | | |
| 1995 | Bão số 10 (Yvette)                | V, VI                  | Bình Định                                       | Cấp 10                 | Cấp 7-8 giật cấp 10, vùng gần tâm bão cấp 9-10 giật cấp 13 | 3 người chết, 8 người bị thương                                                                                                | |
| 1995 | Bão Zack (Bão số 11)              | V,VI                   | Quảng Ngãi                                      | Cấp 12                 | Cấp 7-8, vùng gần tâm bão cấp 11-12 giật cấp 13 Lượng mưa phổ biến từ 100–350 mm | 27 người chết, 173 người bị thương Thiệt hại kinh tế gần 200 tỷ đồng                                                           | |
| 1996 | Bão số 2 (Frankie)                | II, III                | Nam Định-Ninh Bình                              | Cấp 11(~12)            | Gió mạnh cấp 10-11 ở Thái Bình, Hải Phòng (Thái Bình 30 m/s, Bạch Long Vĩ 34 m/s cấp 12 giật 40 m/s cấp 13). Cấp 8-9 giật cấp 11-12 ở Quảng Ninh, Nam Hà và Thanh Hoá; sâu trong đất liền gió cấp 6-7. Phạm vi gió mạnh rộng Mưa lớn từ 200–300 mm do bão | | |
| 1996 | Bão số 4 (Niki)                   | II, III                | Thanh Hóa- Ninh Bình                            | Cấp 11(~12)            | Gió mạnh cấp 10-11 ở Phù Liễn (Hải Phòng), Thái Bình, Nam Định, Ninh Bình Thanh Hóa, Nghệ An (phạm vi gió mạnh rất rộng) | 61 người chết Thiệt hại 66 triệu USD                                                                                           | |
| 1996 | Bão số 5 (Bão Sally)              | II,III                 | Quảng Ninh (Móng Cái), biên giới với Trung Quốc | Cấp 12                 | Gió mạnh cấp 7-8 ở Quảng Ninh; gió cấp 11-12 ghi nhận tại Trung Quốc. | | |
| 1996 | Bão số 6 (Willie)                 | III, IV                | Nghệ An                                         | Cấp 9                  | Gió mạnh cấp 6-7, vùng gần tâm bão (Nghệ An) cấp 8-9 Lượng mưa 300–400 mm ở Hà Tĩnh, 150–200 mm ở Nghệ An | | |
| 1996 | Áp thấp nhiệt đới Marty (tháng 8) | III,IV                 | Nam Định                                        | Cấp 6                  | Gió giật cấp 7 ở Văn Lí (Nam Định) Lượng mưa phổ biến 100–0 mm, một số nơi vượt 300 mm | 125 người chết, 54 người mất tích                                                                                              | |
| 1996 | Áp thấp nhiệt đới 11/1996         | V, VI, VII             | Bình Định                                       | Cấp 6                  | Mưa lũ lớn ở Trung Bộ; ngày 4-5/11 rìa Bắc tàn dư ATNĐ gây mưa lớn Bắc Bộ | | |
| 1997 | Bão số 2 (Zita)                   | II,III                 | Quảng Ninh - Hải Phòng                          | Cấp 11                 | Gió mạnh cấp 10-11 ở Quảng Ninh, Hải Phòng Lượng mưa phổ biến 100–150 mm, có nơi lớn hơn 200 mm. | Thiệt hại 5 triệu USD, 0 người chết                                                                                            | |
| 1997 | Bão số 5 (Linda)                  | VIII                   | Cà Mau                                          | Cấp 10                 | Gió mạnh cấp 10-11 Lượng mưa phổ biến 100–250 mm, có nơi hơn 500 mm | 3070 người chết và mất tích (thiệt hại 385 triệu năm 1997 hoặc 720 triệu USD vào năm 2024)                                     | |
| 1998 | Áp thấp nhiệt đới I               | III                    | Nam Định                                        | Cấp 7                  | Gió mạnh cấp 6-7 tại Thái Bình, Nam Định Lượng mưa có nơi hơn 400 mm | | |
| 1998 | Áp thấp nhiệt đới II              | IV                     |                                                 |                        | Gió mạnh cấp 7 ở Nghệ An, Thanh Hóa | | |
| 1998 | Bão số 4 (Chip)                   | IV,V,VI,VII            | Bình Thuận                                      | <cấp 6                 | Gió mạnh cấp 5 ở Khánh Hòa, Bình Định Lượng mưa lớn từ 300–350 mm từ Thừa Thiên Huế đến Khánh Hòa do kết hợp với gió mùa Đông Bắc | 17 người chết | |
| 1998 | Bão số 5 (Dawn)                   | IV,V,VI,VII            | Phú Yên- Khánh Hòa                              | cấp 7                  | Gió mạnh cấp 7 giật cấp 8 ở Phú Yên, Khánh Hòa Lượng mưa phổ biến từ 200–300 mm, có nơi từ 600–950 mm | 187 người chết do lũ lụt | |
| 1998 | Bão số 6 (Elvis)                  | IV,V,VI,VII            | Bình Định- Phú Yên                              | cấp 7-8                | Gió mạnh cấp 6-7 ở Quảng Ngãi, Bình Đinh, Quảng Nam Lượng mưa phổ biến từ 70–100 mm, có nơi trên 100 mm | 49 người chết do lũ lụt Thiệt hại 30 triệu USD (1998)                                                                          | |
| 1998 | Bão số 7 (Gil)                    | VIII                   | Cà Mau                                          | Cấp 6                  | Gió giật cấp 6-7 trên đất liền | | |
| 1998 | Bão số 8 (Faith)                  | V,VI,VII               | Phú Yên- Khánh Hòa                              | Cấp 8                  | Gió giật cấp 8-9 ở Phú Yên, Khánh Hòa Lượng mưa phổ biến từ 100–200 mm, có nơi 200–300 mm | 40 người chết, 3 người mất tích Thiệt hại 15 triệu USD (204 tỷ đồng)                                                           | |
| 1999 | Bão số 9 (Eve)                    | V,VI                   | Quảng Bình                                      | Cấp 8                  | Gió mạnh cấp 8 ở Quảng Bình, các nơi khác trên đất liền gió cấp 6-7 | Một phần của lũ lụt miền Trung năm 1999 gây hậu quả đặc biệt nghiêm trọng,                                                     | |

### Giai đoạn 2000–2009
| Năm  | Các cơn bão đáng chú ý                | Khu vực ảnh hưởng | Nơi đổ bộ                        | Sức gió khi đổ bộ           | Tác động khí tượng-thủy văn trên đất liền                                                                                                  | Tác động kinh tế xã hội                                   | Ghi chú | Tham khảo |
| ---- | ------------------------------------- | ----------------- | -------------------------------- | --------------------------- | --- | --------------------------------------------------------- | --- | --------- |
| 2000 | Bão số 2 (Kaemi)                      | IV,IV             | Đà Nẵng                          | Cấp 8                       | Gió cấp 6-7, vùng gần tâm 8 giật cấp 10 | 14 người chết                                             | Kaemi là tên gốc và sai chính tả Tên đúng chính tả tiếng Anh là Gaemi                                             |           |
| 2000 | Bão số 4 (Wukong)                     | III,IV,V          | Hà Tĩnh                          | Cấp 10                      | Gió cấp 9-10 giật cấp 11 ở Nghệ An, Hà Tĩnh                                                                                                |                                                           | |           |
| 2001 | Bão số 2 (Durian)                     | I,II,III          | -                                | -                           | Gió mạnh cấp 5-6 ở Cao Bằng, Lạng Sơn Lượng mưa vùng Đông Bắc có nơi 100–250 mm, một số nơi trên 250 mm                                    | 32 người thiệt mạng, 3 người mất tích do lũ lụt           | Không đổ bộ vào Việt Nam                                                                                          |           |
| 2001 | Bão số 5 (Usagi)                      | III,IV            | Hà Tĩnh                          | Cấp 8                       | Gió cấp 8 ở Nghệ An, Hà Tĩnh |                                                           | |           |
| 2001 | Bão số 8 (Lingling)                   | V,VII,VII         | Phú Yên                          | Cấp 11(~12)                 | Gió cấp 7-9, vùng gần tâm bão mạnh cấp 11 (Tuy Hòa 32 m/s cấp 11 giật 36 m/s cấp 12)                                                       | 20 người chết, 131 người bị thương                        | |           |
| 2003 | Bão số 3 (Koni)                       | I,II,III,IV       | Ninh Bình                        | Cấp 9                       | Gió cấp 6-7, vùng gần tâm bão (Nam Định) cấp 8-9 giật cấp 11                                                                               | 3 người chết                                              | Tên bị sai chính tả tiếng Anh, tên đúng là Goni                                                                   |           |
| 2003 | Bão số 5 (Krovanh)                    | I,II,III          | Quảng Ninh                       | Cấp 10                      | Gió cấp 8-10 giật cấp 10-12 ở Hải Phòng, Quảng Ninh Lượng mưa phổ biến 100–150 mm, nhiều nơi 150–350 mm                                    | 4 người chết                                              | Bão đổ bộ ngay sát Quảng Tây- Trung Quốc, Trung Quốc cho rằng là cấp 12 khi đổ bộ vào Quảng Ninh                  |           |
| 2003 | Áp thấp nhiệt đới tháng 10            | I,II,III          | -                                | -                           | Lượng mưa rất lớn, phổ biến từ 200–400 mm Riêng Nam Định, Thái Bình 600–750 mm                                                             |                                                           | Tan trên vùng biển vịnh Bắc Bộ                                                                                    |           |
| 2004 | Bão số 2 (Chanthu)                    | III,IV,V,VI       | Bình Định                        | Cấp 8                       | Gây mưa từ nam đồng bằng Bắc Bộ đến Nam Bộ                                                                                                 | 38 người chết                                             | |           |
| 2004 | Bão số 4 (Muifa)                      | V,VI,VII,VIII     | Cà Mau                           | cấp 7                       | Gió giật cấp 6-7 trên đất liền | 40 người chết do lũ lụt                                   | |           |
| 2005 | Bão số 2 (Washi)                      | II,III            | Nam Định                         | cấp 10                      | Gió mạnh cấp 8-9 tại Thái Bình, Nam Định, gió cấp 10 tại Phù Liễn (Hải Phòng)                                                              |                                                           | |           |
| 2005 | Bão số 3 (không có tên)               | II,III            | Thanh Hóa                        | cấp 8                       | Gió mạnh cấp 7-8 tại Nam Định, Thanh Hóa                                                                                                   |                                                           | |           |
| 2005 | Bão số 5 (không có tên)               | III,IV            | Nghệ An                          | cấp 7 (riêng Hòn Ngư cấp 9) | Gió mạnh cấp 6-7 Lượng mưa phổ biến 100–150 mm, một số nơi 300–400 mm                                                                      |                                                           | |           |
| 2005 | Bão số 6 (Vicente)                    | III,IV,V          | Nghệ An                          | cấp 9                       | Gió mạnh cấp 8-9 trải dài từ Quảng Ninh tới Nghệ An, Quảng Bình đến Đà Nẵng có gió cấp 6-7                                                 | 5 người chết                                              | Phạm vi gió mạnh cực kì rộng so với cường độ cấp 9 (không có KKL)                                                 |           |
| 2005 | Bão số 7 (Damrey)                     | I,II,III,IV       | Thanh Hóa                        | Cấp 12                      | Gió cấp 9-10 vùng gần tâm bão cấp 11-12 giật trên cấp 12 tại các tỉnh từ Quảng Ninh tới Thanh Hóa (Văn Lý, Nam Định: 33 m/s giật 39 m/s    | 68 người chết                                             | Phạm vi gió mạnh rộng, làm vỡ đê biển Bắc Bộ và Thanh Hóa                                                         |           |
| 2005 | Áp thấp nhiệt đới tháng 10            | IV,V              | Thừa Thiên Huế- Đà Nẵng          | cấp 6                       | Mưa lớn phổ biến 200–300 mm, một số nơi từ 400–600 mm                                                                                      |                                                           | |           |
| 2005 | Bão số 8 (Kai-tak)                    | IV,V              | -                                | -                           | Quảng Nam- Đà Nẵng có gió cấp 8-9 giật cấp 11                                                                                              | 25 người chết do lũ                                       | |           |
| 2006 | Bão số 5 (không có tên)               | I,II,III          | Quảng Bình                       | cấp 9                       | Gió mạnh cấp 6-7 từ Nghệ An đến Quảng Ngãi, Hà Tĩnh có gió mạnh cấp 9-10 (24 m/s giật 30 m/s)                                              |                                                           | Các trung tâm khác cho rằng bão số 5 là là áp thấp nhiệt đới cấp 7                                                |           |
| 2006 | Bão số 6 (Xangsane)                   | IV,V,VI           | Đà Nẵng                          | Cấp 13                      | Đà Nẵng có gió cấp 13 giật cấp 14, Hà Tĩnh có gió cấp 9 giật cấp 11, Lí Sơn có gió cấp 10 giật cấp 13, Tam Kì có gió cấp 9 giật cấp 13     | 72 người chết, 4 người mất tích                           | Bão mạnh nhất đổ bộ vào Việt Nam kể từ năm 1993; tính đến trước bão Yagi năm 2024                                 |           |
| 2006 | Bão số 9 (Durian)                     | V,VI,VII,VIII     | Bến Tre- Trà Vinh                | Cấp 8-9                     | Bà Rịa-Vũng Tàu có gió cấp 9 giật cấp 12, Ba Tri (Bến Tre) có gió cấp 7 giật cấp 11, Nha Trang và Tuy Hòa có gió cấp 8 giật cấp 9-10       | 85 người chết, 11 người mất tích                          | |           |
| 2007 | Bão số 1 (Toraji)                     | I,III             | Quảng Ninh                       | Cấp 7-8                     | Gió mạnh cấp 7 tại Quảng Ninh | 19 người chết                                             | |           |
| 2007 | Bão số 2 (không có tên)               | IV,V,VI,VII       | Hà Tĩnh                          | cấp 6                       | Lượng mưa phổ biến từ 600–1000 mm từ Hà Tĩnh đến Quảng Bình, có nơi trên 1000 mm Tây Nguyên phổ biến 200–300 mm                            | 77 người chết, 6 người mất tích                           | |           |
| 2007 | Bão số 5 (Lekima)                     | III,IV            | Hà Tĩnh - Quảng Bình (đèo Ngang) | Cấp 12                      | Kì Anh (Hà Tĩnh) có gió mạnh cấp 12 giật cấp 13, Hòn Ngư (Nghệ An) cấp 10 giật cấp 11 Lượng mưa phổ biến từ 200–300 mm, tâm mưa 300–400 mm | 88 người chết, 8 người mất tích Thiệt hại 3.215 tỷ đồng   | |           |
| 2007 | Áp thấp nhiệt đới tháng X và Bão số 7 | IV,V,VII,VII      | -                                | -                           | Một phần của mưa lũ tháng 10- 5 tháng 11                                                                                                   |                                                           | |           |
| 2008 | Bão số 4 (Kammuri)                    | I,II,III          | Quảng Ninh                       | Cấp 7                       | Gió cấp 7 giật cấp 9 ở Hải Phòng, Quảng Ninh Mưa sau bão rất lớn                                                                           | Mưa lũ sau bão khiến 153 người chết, 33 người mất tích    | Thiệt hại chủ yếu do mưa lớn                                                                                      |           |
| 2008 | Áp thấp nhiệt đới tháng VIII          | I,II,III          | Quảng Ninh                       | Cấp 6                       | Gió cấp 6 tại Quảng Ninh | 3 người chết,1 người mất tích                             | |           |
| 2008 | Bão số 6 (Hagupit)                    | I,II,III          | -                                | -                           | Lượng mưa phổ biến 150–350 mm, có nơi cao hơn                                                                                              | 42 người chết, 5 người mất tích Thiệt hại 1,535 tỷ đồng   | |           |
| 2008 | Bão số 7 (Mekkhala)                   | III,IV,V          | Quảng Bình                       | Cấp 9                       | Hà Tĩnh có gió cấp 8-9 giật cấp 11, Quảng Bình có gió cấp 8 giật cấp 11 Lượng mưa do bão phổ biến 70–150 mm, có nơi trên 200 mm            | 16 người chết, 5 người mất tích                           | |           |
| 2008 | Áp thấp nhiệt đới tháng X             | IV,V              | Nghệ An                          | Cấp 6-7                     | |                                                           | |           |
| 2008 | Bão số 10 (Noul)                      | V, VI, VII        | Khánh Hòa - Ninh Thuận           | Cấp 7-8                     | |                                                           | |           |
| 2009 | Bão số 4 (Soudelor)                   | I,II,III          | Quảng Ninh                       | Cấp 8                       | Gió giật mạnh cấp 6-9 ở Quảng Ninh - Thái Bình                                                                                             | 3 người chết                                              | Tàn dư sau bão |           |
| 2009 | Bão số 7 (Mujigae)                    | I,II,III          | Nam Định - Thanh Hóa             | Cấp 8                       | |                                                           | |           |
| 2009 | Bão số 9 (Ketsana)                    | IV,V,VI,VII       | Quảng Nam-Quảng Ngãi             | Cấp 9                       | Lượng mưa phổ biến 120–600 mm tại miền Trung, có nơi 800–2000 mm.                                                                          | 179 người chết, 8 người mất tích Thiệt hại 16.077 tỷ đồng | Thiệt hại chủ yếu do mưa lớn                                                                                      |           |
| 2009 | Bão số 10 (Parma)                     | III               | Thái Bình, Nam Định              | <= Cấp 6                    | Cấp 6-7 |                                                           | Suy yếu thành vùng áp thấp ở bờ biển Thái Bình - Ninh Bình Cá biệt tại đảo Bạch Long Vĩ có gió cấp 14 giật cấp 16 |           |
| 2009 | Bão số 11 (Mirinae)                   | V,VI,VII          | Phú Yên                          | Cấp 8                       | Bình Định, Phú Yên có gió cấp 7-8 Nhiều nơi mưa lớn trên 300 mm                                                                            | 124 người chết, 1 người mất tích Thiệt hại 5.796 tỷ đồng  | |           |

### Giai đoạn 2010–2019
| Năm  | Cơn bão                                               | Khu vực ảnh hưởng | Nơi đổ bộ                             | Sức gió đổ bộ | Tác động khí tượng-thủy văn trên đất liền | Tác động kinh tế-xã hội                                 | Ghi chú | Tham khảo       |
| ---- | ----------------------------------------------------- | ----------------- | ------------------------------------- | ------------- | --- | ------------------------------------------------------- | --- | --------------- |
| 2010 | Bão số 1 (Conson)                                     | III,IV            | Hải Phòng-Thái Bình                   | Cấp 9         | Gió cấp 8-9 giật cấp 10-11 trên đất liền Quảng Ninh-Thái Bình | 13 người mất tích                                       | Cá biệt tại đảo Bạch Long Vĩ có gió cấp 15 giật cấp 17 |                 |
| 2010 | Bão số 2                                              | I,II,III          | -                                     | -             | Mưa lớn do tàn dư sau bão | 11 người chết Thiệt hại 39 tỷ đồng                      | |                 |
| 2010 | Bão số 3 (Mindulle)                                   | I,II,III,IV       | Nghệ An (Quỳnh Lưu)                   | Cấp 10        | Gió mạnh cấp 9-10 giật cấp 12-13 tại Nghệ An, các nơi ven biển khác bị ảnh hưởng phổ biến gió mạnh cấp 6-8 | 10 người chết, 2 người mất tích                         | |                 |
| 2010 | Áp thấp nhiệt đới tháng 10                            | IV,V,VI           | -                                     | -             | Mưa lớn có nơi trên 400 mm | 76 người chết, 7 người mất tích Thiệt hại 7.772 tỷ đồng | |                 |
| 2011 | Bão số 2 (Haima)                                      | I,II,III,IV       | Nam Định                              | Cấp 7-8       | Gió cấp 6-7 giật cấp 8-9 trên đất liền Quảng Ninh-Nam Định Mưa lớn do bão phổ biến 100–300 mm, có nơi trên 300 mm (Thanh Hóa-Nghệ An) | 28 người chết, 4 người mất tích                         | |                 |
| 2011 | Bão số 3 (Nock-ten)                                   | I,II,III,IV       | Thanh Hóa (Tĩnh Gia)                  | Cấp 8         | Gây gió mạnh cấp 7-9 cho các tỉnh từ Quảng Ninh đến Nghệ An Lượng mưa có nơi từ 100–250 mm | 3 người chết                                            | |                 |
| 2011 | Bão số 4 (Haitang)                                    | IV,V              | Quảng Bình-Thừa Thiên Huế             | Cấp 6         | Mưa lớn do bão với lượng từ 100–200 mm, có nơi hơn 300 mm | 4 người chết, 7 người mất tích                          | |                 |
| 2011 | Bão số 5 (Nesat)                                      | I,II,III          | Quảng Ninh                            | Cấp 10        | Gió mạnh cấp 10-11 tại Quảng Ninh và các đảo ven bờ, các nơi khác từ cấp 6-7 | 4 người chết                                            | |                 |
| 2011 | Bão số 6 (Nalgae)                                     | IV                | -                                     | -             | Mưa lớn sau bão | 7 người chết, 4 người mất tích                          | |                 |
| 2012 | Bão số 1 (Pakhar)                                     | VIII              | Bình Thuận-Bà Rịa Vũng Tàu            | Cấp 7         | Gió mạnh cấp 6-7 giật cấp 8-9 | 11 người chết                                           | |                 |
| 2012 | Bão số 4 (Vicente)                                    | I,II,III          | -                                     | -             | Mưa lớn do bão phổ biếnn từ 100–150 mm, có nơi cao hơn | 16 người chết, 1 người mất tích                         | Ảnh hưởng gián tiếp |                 |
| 2012 | Bão số 5 (Kai-tak)                                    | I,II,III          | Quảng Ninh                            | Cấp 8         | Gió mạnh cấp 7-8 tại Quảng Ninh Mưa rất to tại nhiều nơi, phổ biến 100–250 mm, có nơi cao đến 415 mm | 21 người chết                                           | Bão đổ bộ vào Tiên Yên, Quảng Ninh. Trung Quốc cho rằng sức gió đổ bộ là cấp 11 (30 m/s)                                                                                            |                 |
| 2012 | Bão số 7 (Gaemi)                                      | V,VI              | Bình Định-Phú Yên                     | Cấp 7         | | 5 người chết, 1 người mất tích                          | |                 |
| 2012 | Bão số 8 (Son-tinh)                                   | I,II,III,IV       | Thái Bình-Hải Phòng                   | Cấp 11-12     | Gió mạnh cấp 11-12 giật cấp 13-14 tại Thái Bình, Nam Định | 8 người chết, 2 người mất tích. Thiệt hại 11170 tỷ đồng | Trạm khí tượng Thái Bình nằm khá sâu trong đất liền. Gió mạnh cấp 12 tại đảo Hòn Dáu rất sát với đất liền. Bão suy yếu khi vào đến Hải Phòng- Thái Bình (tâm đi qua Bắc Thái Bình). |                 |
| 2013 | Bão số 2 (Bebinca)                                    | I,II,III,IV       | Thái Bình-Hải Phòng                   | Cấp 7-8       | Lượng mưa 208 mm tại Ninh Bình | 3 người chết                                            | |                 |
| 2013 | Bão số 5 (Jebi)                                       | I,II,III,IV       | Quảng Ninh                            | Cấp 8-9       | Gió giật mạnh cấp 10-11 tại Quảng Ninh | 5 người chết                                            | |                 |
| 2013 | Bão số 6 (Mangkhut)                                   | I,II,III,IV       | Thanh Hóa                             | Cấp 8-9       | Gió giật mạnh cấp 11 tại Nam Định | 7 người chết                                            | |                 |
| 2013 | Bão số 8 (Không tên)                                  | III,IV,V          | Thừa Thiên Huế-Quảng Nam              | Cấp 7         | Gió giật cấp 6-7 tại Kỳ Anh (Hà Tĩnh) Mưa lớn sau bão | 27 người chết, 4 người mất tích                         | |                 |
| 2013 | Bão số 10 (Wutip)                                     | IV,V,VI           | Quảng Bình                            | Cấp 10        | Gió cấp 10 giật cấp 13-14 tại Quảng Bình | 13 người chết, 4 người mất tích Thiệt hại 4.315 tỷ đồng | |                 |
| 2013 | Bão số 11 (Nari)                                      | IV,V,VII          | Quảng Nam                             | Cấp 8-9       | Gió giật cấp 11 tại Đà Nẵng, Quảng Nam | 26 người chết, 1 người mất tích                         | |                 |
| 2013 | Bão số 14 (Haiyan)                                    | I,II,III,IV,V     | Quảng Ninh                            | Cấp 11        | Gió mạnh cấp 11 giật cấp 13 tại Hải Phòng, Quảng Ninh |                                                         | Đặc điểm KTTV năm 2013 coi đây là bão số 13. Truyền thông khi đó coi Haiyan là bão số 14, ATNĐ trước đó ở Khánh Hòa - Bình Thuận là bão số 13                                       |                 |
| 2013 | Bão số 15 (Podul)                                     | VI,VII            | Khánh Hòa                             | Cấp 6         | Mưa lớn sau bão | 44 người chết, 3 người mất tích                         | |                 |
| 2014 | Bão số 2 (Rammasun)                                   | I,II,III          | -                                     | -             | Gió cấp 8-9 giật cấp 10 tại Quảng Ninh, Lạng Sơn và Bắc Giang Các tỉnh vùng núi Bắc Bộ phổ biến 100 – 300 mm, có nơi trên 300 mm như Nà Hử 323 mm và Sìn Hồ (Lai Châu) 303 mm, Pha Đin (Điện Biên) 308 mm, Yên Bình 335 mm và Bắc Quang (Hà Giang) 305 mm, Mù Căng Chải (Yên Bái) 302mm, Mẫu Sơn (Lạng Sơn) 548 mm, Cẩm Đàn 401 mm và Sơn Động (Bắc Giang) 342 mm... | 31 người chết, 1 người mất tích                         | Bão đổ bộ vào Quảng Tây với sức gió 48 m/s (cấp 15) theo khí tượng Trung Quốc | [ 119 ] [ 120 ] |
| 2014 | Bão số 3 (Kalmaegi)                                   | I,II,III          | Quảng Ninh                            | Cấp 10-11     | Gió cấp 8-9 giật cấp 11 tại Quảng Ninh và Hải Phòng, núi Mẫu Sơn (Lạng Sơn) gió cấp 11, giật cấp 13 | 16 người chết Thiệt hại 535 tỷ đồng                     | |                 |
| 2014 | Bão số 4 (Sinlaku)                                    | V,VI,VII          | Phú Yên                               | Cấp 7         | |                                                         | |                 |
| 2015 | Bão số 1 (Kujira)                                     | I,II,III,IV       | Hải Phòng                             | Cấp 8         | Gió giật cấp 10-12 tại Quảng Ninh, Hải Phòng. Mưa lớn tại Bắc Bộ, Thanh Hoá, Nghệ An. | 14 người chết, 1 người mất tích Thiệt hại 385 tỷ đồng   | | [ 121 ]         |
| 2015 | Bão số 3 (Vamco)                                      | IV,V              | Quảng Nam- Quảng Ngãi                 | Cấp 6         | Vùng ven biển các tỉnh Hà Tĩnh-Bình Định có gió giật cấp 6 - 7. Mưa lớn chia làm 2 đợt | 4 người chết, 1 người mất tích                          | | [ 122 ]         |
| 2016 | Bão số 1 (Mirinae)                                    | I,II,III          | Nam Định-Ninh Bình                    | Cấp 12        | Gió cấp 12 tại Nam Định, cấp 11-12 giật cấp 13-15 tại Thái Bình. Ghi nhận tổng lượng mưa từ đêm 27 ngày 29/7 ở các tỉnh Bắc Bộ phổ biến từ 70 – 150 mm, riêng ở các tỉnh Đồng bằng Bắc Bộ và một số nơi Trung du Bắc Bộ có mưa to đến rất to với lượng mưa từ 100 – 200 mm, một số nơi có mưa lớn hơn nữa | 5 người chết, 2 người mất tích Thiệt hại 7.229 tỷ đồng  | "Quái bão" tại Việt Nam Tăng cường nhanh trước khi đổ bộ Tranh cãi lớn về bão |                 |
| 2016 | Bão số 3 (Dianmu)                                     | I,II,III          | Hải Phòng                             | Cấp 9         | Ghi nhận lượng mưa phổ biến từ 70 – 200 mm, một số nơi đạt lượng mưa lớn hơn như Mộc Châu (Hòa Bình): 226 mm, Sa Pa (Lào Cai): 284 mm, Tam Đảo (Vĩnh Phúc): 349 mm, Ba Vì (Hà Nội): 218 mm. | 17 người chết, 1 người mất tích                         | |                 |
| 2016 | Bão số 4 (Rai)                                        | IV,V,VI           | Quảng Nam- Quảng Ngãi                 | Cấp 8         | Gió giật mạnh cấp 8-10 từ Thừa Thiên Huế đến Quảng Ngãi | 14 người chết, 3 người mất tích Thiệt hại 1.650 tỷ đồng | |                 |
| 2016 | Áp thấp nhiệt đới tháng 10 (Mạnh lên từ tàn bão số 6) | IV, V             | Huế                                   | Cấp 6-7       | Trên đât liền từ Hà Tĩnh đến Thừa Thiên Huế quan trắc được gió mạnh cấp 6, có nơi cấp 7, giật cấp 8 - 9. Lượng mưa tại các tỉnh Nghệ An, Quảng Trị, Thừa Thiên Huế phổ biến từ 150 – 250 mm, có nơi trên 300 mm; tại Hà Tĩnh và Quảng Bình đã có mưa đặc biệt lớn. Lượng mưa ở Hà Tĩnh phổ biến từ 300 – 500 mm, có nơi trên 500 mm như Kỳ Anh: 578 mm, Hà Tĩnh: 723 mm; lượng mưa ở Quảng Bình phổ biến 600 – 800 mm, có nơi trên 800 mm như Mai Hóa: 886 mm, Ba Đồn: 850 mm, Lệ Thủy: 831 mm, đặc biệt tại trạm Đồng Hới lượng mưa đo được 1053 mm. Lượng mưa 24giờ lớn nhất từ 300 – 500 mm. Cường suất mưa lớn nhất đạt 500 mm/6h và 747 mm/24h tại Quảng Bình,. | 37 người chết, 1 người mất tích Thiệt hại 4.664 tỷ đồng | |                 |
| 2016 | Bão số 7 (Sarika)                                     | I,II,III          | Biên giới Việt Trung                  | Cấp 7         | Gió cấp 6-8, giật cấp 9-11 ở Quảng Ninh - Thái Bình, Lạng Sơn, Bắc Giang |                                                         | Tâm ATNĐ đi vào Đông Hưng (Quảng Tây, Trung Quốc) cách trạm KT Móng Cái 20km về phía Đông.                                                                                          |                 |
| 2017 | Bão số 2 (Talas)                                      | III,IV            | Hà Tĩnh                               | Cấp 8         | Gió cấp 7-8 giật cấp 10-12 ở vùng gần tâm bão Lượng mưa phổ biến từ 100–200 mm, có nơi cao hơn | 11 người thiệt mạng Thiệt hại lên tới 2525 tỷ đồng      | | [ 123 ]         |
| 2017 | Bão số 4 (Sonca)                                      | IV,V              | Quảng Trị                             | Cấp 7         | Gió cấp 7 tại vùng gần tâm hệ thống, gió giật từ cấp 6-10 từ Hà Tĩnh đến Quảng Trị | Thiệt hại 300 tỷ đồng                                   | | [ 123 ]         |
| 2017 | Bão số 10 (Doksuri)                                   | III,IV,V          | Quảng Bình                            | Cấp 11(~12)   | Gió mạnh cấp 10-11 giật cấp 12-15 tại Hà Tĩnh, gió cấp 8 giật cấp 12-13 tại Quảng Bình | 7 người chết và mất tích                                | | [ 124 ]         |
| 2017 | Áp thấp nhiệt đới tháng 9 (22W)                       | III               | Quảng Ninh                            | Cấp 6         | Gió giật cấp 6-7 từ Quảng Ninh - Nam Định |                                                         | |                 |
| 2017 | Áp thấp nhiệt đới tháng 10 (23W)                      | III,IV,V          | Hà Tĩnh                               | Cấp 6         | Gió cấp 6-7 từ Quảng Ninh tới Hà Tĩnh, riêng Nam Định đã ghi nhận gió cấp 8 Mưa sau bão rất lớn, nhiều nơi mưa từ 300–500 mm | 82 người chết, 20 người mất tích                        | |                 |
| 2017 | Bão số 12 (Damrey)                                    | IV,V,VI,VII,VIII  | Khánh Hòa                             | Cấp 9         | Khánh Hòa có gió giật cấp 12-13, Bình Định, Phú Yên, Lâm Đồng có gió giật cấp 11-12. Lượng mưa phổ biến từ 200–500 mm tại miền Trung, Tây Nguyên. Riêng Thừa Thiên Huế đến Quảng Ngãi lượng mưa ghi nhận phổ biến từ 500–700 mm. Cá biệt có nơi lượng mưa hơn 1000 mm. | 123 người chết và mất tích Thiệt hại 22.680 tỷ đồng     | Trên biển bão mạnh nhất cấp 13, khi vào gần bờ suy yếu dần xuống cấp 9 khi đổ bộ.                                                                                                   | [ 125 ] [ 126 ] |
| 2017 | Bão số 14 (Kirogi)                                    | V, VI, VII, VIII  | Bình Thuận                            | Cấp 6         | Gió cấp 6-7 từ Khánh Hòa - Bình Thuận |                                                         | |                 |
| 2018 | Bão số 3 (Son-tinh)                                   | III,IV            | Nghệ An (Diễn Châu)                   | Cấp 7-8       | Gió cấp 6-7 giật cấp 8-9 tại Thanh Hóa Lượng mưa phổ biến 100–200 mm, có nơi cao hơn | Một phần của mưa lũ tháng 7-8 khiến 35 người chết       | | [ 127 ]         |
| 2018 | Bão số 4 (Bebinca)                                    | III,IV            | Thanh Hóa (Tĩnh Gia)                  | Cấp 7         | Gió cấp 6-7 giật cấp 8 tại Thanh Hóa, Nam Định Lượng mưa phổ biến từ 100–200 mm tại Bắc Bộ, Bắc Trung Bộ; có nơi cao hơn 250 mm | 11 người chết, 2 người mất tích Thiệt hại 1341 tỷ đồng  | | [ 127 ]         |
| 2018 | Bão số 8 (Toraji)                                     | VI,VII,VIII       | -                                     | -             | Gió giật mạnh cấp 9 đã được ghi nhận các tỉnh như Phan Thiết, Vũng Tàu Lượng mưa ghi nhận phổ biến từ 100–200 mm tại các tỉnh từ Phú Yên đến Ninh Thuận, có | 22 người chết                                           | [ 128 ] | [ 128 ]         |
| 2018 | Bão số 9 (Usagi)                                      | V,VI,VII,VIII     | Bà Rịa Vũng Tàu-Thành phố Hồ Chí Minh | Cấp 8         | Gió mạnh phổ biến cấp 6-8 tại các tỉnh bị ảnh hưởng trực tiép | 22 người chết                                           | | [ 128 ]         |
| 2019 | Bão số 2 (Mun)                                        | I,II,III,IV       | Hải Phòng- Thái Bình                  | Cấp 8-9       | Lượng mưa phổ biến 40–100 mm, có nơi 100–200 mm Gió mạnh phổ biển cấp 6-7, có nơi cấp 8-9 giật cấp 11 (Hòn Dấu) | 2 người chết                                            | | [ 129 ]         |
| 2019 | Bão số 3 (Wipha)                                      | I,II,III,IV       | Quảng Ninh                            | Cấp 8         | Gió cấp 7-8 có nơi cấp 9 tại Quảng Ninh, Lạng Sơn Lượng mưa phổ biến 50–150 mm tại Quảng Ninh, Thanh Hoá. Đồng Bằng Sông Hồng và Lạng Sơn phổ biến 200–300 mm, có nơi 350–480 mm | 15 người chết, 7 người mất tích. Thiệt hại 1186 tỷ đồng | | [ 129 ]         |
| 2019 | Bão số 4 (Podul)                                      | III,IV,V          | Quảng Bình                            | Cấp 7-8       | Gió cấp 6-7 trên đất liền. Mưa lớn trên diện rộng. | 4 người chết, 3 người mất tích                          | | [ 129 ]         |
| 2019 | Áp thấp nhiệt đới (Kajiki)                            | IV,V              | Thừa Thiên Huế- Quảng Ngãi            | Cấp 6         | Gió cấp 6 giật cấp 7-8 trên đât liền các tỉnh từ Hà Tĩnh đến Quảng Trị. Lượng mưa từ nam Nghệ An tới Thừa Thiên Huế phổ biến 400–700 mm. | 10 người chết do lũ lụt.                                | | [ 129 ]         |
| 2019 | Bão số 5 (Matmo)                                      | IV,V,VI,VII       | Phú Yên                               | Cấp 9         | Gió cấp 9 giật cấp 11 tại Bình Định | 2 người chết.                                           | | [ 130 ]         |
| 2019 | Bão số 6 (Narki)                                      | V, VI, VII        | Phú Yên                               | Cấp 7         | Gió giật cấp 8-9 ở Bình Định, Phú Yên. Lượng mưa từ ngày 30 đến ngày 31 tháng 10 phổ biến 100–250 mm, có nơi 250–325 mm | 3 người chết và mất tích                                | | [ 131 ]         |

### Giai đoạn 2020–2029
| Năm              | Cơn bão                               | Khu vực ảnh hưởng                                   | Nơi đổ bộ                      | Sức gió đổ bộ | Tác động khí tượng-thủy văn trên đất liền | Tác động kinh tế-xã hội | Ghi chú | Tham khảo       |
| ---------------- | ------------------------------------- | --------------------------------------------------- | ------------------------------ | --- | --- | --- | --- | --------------- |
| 2020             | Bão Sinlaku (Bão số 2)                | I,II,III,IV                                         | Thanh Hoá                      | Cấp 8 | Gió cấp 8 giật cấp 9 tại Nam Định | | | [ 132 ]         |
| 2020             | Bão số 5 (Noul)                       | IV                                                  | Huế                            | Cấp 9 | Gió mạnh nhất đạt cấp 8-9 giật cấp 10 ghi nhận trên đất liền. | | Bão số 8 và 10 suy yếu thành vùng áp thấp ở vùng biển ven bờ. Riêng bão số 7 ảnh hưởng cả khu vực I, II, III (miền Bắc) |                 |
| 2020             | Bão số 6 (Linfa)                      | Các khu vực IV,V bị ảnh hưởng đặc biệt nghiêm trọng | Quảng Ngãi                     | Cấp 7 | Một phần của lũ lụt kinh hoàng tại miền Trung Việt Nam năm 2020 gây thiệt hại lớn về người và tài sản. 249 người chết do lũ lụt. | Một phần của lũ lụt kinh hoàng tại miền Trung Việt Nam năm 2020 gây thiệt hại lớn về người và tài sản. 249 người chết do lũ lụt. | Bão số 8 và 10 suy yếu thành vùng áp thấp ở vùng biển ven bờ. Riêng bão số 7 ảnh hưởng cả khu vực I, II, III (miền Bắc) |                 |
| 2020             | Bão số 7 (Nangka)                     | Các khu vực IV,V bị ảnh hưởng đặc biệt nghiêm trọng | Ninh Bình                      | Cấp 7-8 | Một phần của lũ lụt kinh hoàng tại miền Trung Việt Nam năm 2020 gây thiệt hại lớn về người và tài sản. 249 người chết do lũ lụt. | Một phần của lũ lụt kinh hoàng tại miền Trung Việt Nam năm 2020 gây thiệt hại lớn về người và tài sản. 249 người chết do lũ lụt. | Bão số 8 và 10 suy yếu thành vùng áp thấp ở vùng biển ven bờ. Riêng bão số 7 ảnh hưởng cả khu vực I, II, III (miền Bắc) |                 |
| 2020             | Áp thấp nhiệt đới tháng 10            | Các khu vực IV,V bị ảnh hưởng đặc biệt nghiêm trọng | Đà Nẵng                        | Cấp 6 | Một phần của lũ lụt kinh hoàng tại miền Trung Việt Nam năm 2020 gây thiệt hại lớn về người và tài sản. 249 người chết do lũ lụt. | Một phần của lũ lụt kinh hoàng tại miền Trung Việt Nam năm 2020 gây thiệt hại lớn về người và tài sản. 249 người chết do lũ lụt. | Bão số 8 và 10 suy yếu thành vùng áp thấp ở vùng biển ven bờ. Riêng bão số 7 ảnh hưởng cả khu vực I, II, III (miền Bắc) |                 |
| 2020             | Bão số 8 (Saudel) và bão số 10 (Goni) | Các khu vực IV,V bị ảnh hưởng đặc biệt nghiêm trọng | Suy yếu thành vùng thấp gần bờ | Cấp <6 | Một phần của lũ lụt kinh hoàng tại miền Trung Việt Nam năm 2020 gây thiệt hại lớn về người và tài sản. 249 người chết do lũ lụt. | Một phần của lũ lụt kinh hoàng tại miền Trung Việt Nam năm 2020 gây thiệt hại lớn về người và tài sản. 249 người chết do lũ lụt. | Bão số 8 và 10 suy yếu thành vùng áp thấp ở vùng biển ven bờ. Riêng bão số 7 ảnh hưởng cả khu vực I, II, III (miền Bắc) |                 |
| 2020             | Bão số 9                              | Các khu vực IV,V bị ảnh hưởng đặc biệt nghiêm trọng | Quảng Ngãi                     | Cấp 12 | Một phần của lũ lụt kinh hoàng tại miền Trung Việt Nam năm 2020 gây thiệt hại lớn về người và tài sản. 249 người chết do lũ lụt. | Một phần của lũ lụt kinh hoàng tại miền Trung Việt Nam năm 2020 gây thiệt hại lớn về người và tài sản. 249 người chết do lũ lụt. | Bão số 8 và 10 suy yếu thành vùng áp thấp ở vùng biển ven bờ. Riêng bão số 7 ảnh hưởng cả khu vực I, II, III (miền Bắc) |                 |
| 2020             | Bão số 12 (Etau)                      | Các khu vực IV,V bị ảnh hưởng đặc biệt nghiêm trọng | Khánh Hòa                      | Cấp 7 | Một phần của lũ lụt kinh hoàng tại miền Trung Việt Nam năm 2020 gây thiệt hại lớn về người và tài sản. 249 người chết do lũ lụt. | Một phần của lũ lụt kinh hoàng tại miền Trung Việt Nam năm 2020 gây thiệt hại lớn về người và tài sản. 249 người chết do lũ lụt. | Bão số 8 và 10 suy yếu thành vùng áp thấp ở vùng biển ven bờ. Riêng bão số 7 ảnh hưởng cả khu vực I, II, III (miền Bắc) |                 |
| 2020             | Bão số 13 (Vamco)                     | Các khu vực IV,V bị ảnh hưởng đặc biệt nghiêm trọng | Quảng Bình                     | Cấp 8 | Một phần của lũ lụt kinh hoàng tại miền Trung Việt Nam năm 2020 gây thiệt hại lớn về người và tài sản. 249 người chết do lũ lụt. | Một phần của lũ lụt kinh hoàng tại miền Trung Việt Nam năm 2020 gây thiệt hại lớn về người và tài sản. 249 người chết do lũ lụt. | Bão số 8 và 10 suy yếu thành vùng áp thấp ở vùng biển ven bờ. Riêng bão số 7 ảnh hưởng cả khu vực I, II, III (miền Bắc) |                 |
| 2021             | Bão số 2 (Koguma)                     | I,II,III                                            | Thanh Hoá                      | Cấp 8-9 | Gió cấp 9 giật cấp 10 tại Nam Định. Khu vực Bắc Bộ và Bắc Trung Bộ đã ghi nhận lượng mưa phổ biến từ 150–200 mm, có nơi 200–400 mm. | 1 người chết do sạt lở đât | | [ 133 ] [ 134 ] |
| 2021             | Bão số 3 (Cempaka)                    | I,II,III                                            | Quảng Ninh                     | Cấp 6 | | | | [ 133 ]         |
| 2021             | Bão số 5 (Conson)                     |                                                     |                                | - | | | |                 |
| 2021             | Bão Dianmu (Bão số 6)                 | IV, V                                               | Quảng Ngãi                     | Cấp 8 | | | |                 |
| 2021             | Bão Lionrock (Bão số 7)               | I, II, III, IV                                      | Thái Bình                      | Cấp 6 | | | |                 |
| 2021             | Bão số 8 (Kompasu)                    | I, II, III, IV, V                                   | Thanh Hóa                      | <6 | Kết hợp với không khí lạnh gây gió mạnh cấp 6-7 giật cấp 8-9 trên đất liền Quảng Ninh-N.An | | | [ 133 ]         |
| 2022             | Bão số 1 (Chaba)                      | I,II,III                                            | -                              | - | Từ Quảng Ninh tới Thái Bình phổ biến có gió mạnh cấp 5-7, riêng Hải Phòng có nơi ghi nhận gió mạnh cấp 8 giật cấp 10 | Không có báo cáo | Bão đổ bộ vào Quảng Đông | [ 135 ]         |
|                  | Bão số 2 (Mulan)                      | I,II,III                                            | Quảng Ninh                     | Cấp 6 | Lượng mưa phổ biến từ chiều ngày 10 đến chiều ngày 12 tháng 8 ở Bắc Bộ và Thanh Hóa từ 100-200mm, có nơi trên 250mm, riêng khu vực Hòa Bình, Hà Nội, Hưng Yên và Vĩnh Phúc từ 150-250mm, có nơi trên 300mm; Nghệ An từ 50-90mm, có nơi trên 100mm. Gió trên đất liền yếu. | 10 người chết và mất tích. Thiệt hại 33 tỷ đồng                                                                                  | | [ 135 ]         |
|                  | Bão số 3 (Ma-on)                      | I, II, III                                          | Quảng Ninh (Móng Cái)          | Cấp 8 | Đảo Bạch Long Vĩ và đảo Cô Tô có gió mạnh cấp 7-8 giật cấp 9-10. Vùng ven biển Quảng Ninh-Hải Phòng phổ biến có gió mạnh cấp 6-7, giật cấp 8-9. | 4 người chết. Thiệt hại 22 tỷ đồng                                                                                               | | [ 135 ]         |
|                  | Bão số 4 (Noru)                       | IV,V,VI                                             | Quảng Nam                      | Cấp 10-11 | Gió mạnh cấp 7-9 giật cấp 11-13 trên đất liền (Quảng Nam có gió cấp 9 giật cấp 11-13, Đà Nẵng có gió cấp 7 giật cấp 9). | 9 người chết. Thiệt hại 5777 tỷ đồng                                                                                             | | [ 135 ]         |
| Bão số 5 (Sonca) | IV,V,VIII                             | Quảng Nam- Quảng Ngãi                               | Cấp 7                          | Gió mạnh trên đất liền phổ biến cấp 5-6 giật cấp 7. Những nơi ghi nhận gió mạnh nhất do tác động của bão kết hợp với không khí lạnh chủ yếu là các đảo Do ảnh hưởng của bão kết hợp với đới gió Đông trên cao, mưa lớn trên diện rộng đã xảy ra tại nhiều nơi tại miền Trung và một số nơi tại Tây Nguyên. Tổng lượng mưa từ chiều 13 tháng 10 đến sáng 16 tháng 10 ghi nhận tại Thừa Thiên Huế, Đà Nẵng phổ biến từ 400–650 mm, có nơi cao hơn. Khu vực Nam Quảng Bình, Quảng Trị và Quảng Nam có tổng lượng mưa 150-400mm, có nơi trên 450mm. | 8 người chết, thiệt hại 2400 tỷ đồng | | | [ 135 ]         |
| 2023             | Áp thấp nhiệt đới tháng 9 (13W)       | IV,V                                                | Huế                            | Cấp 6 | | 10 người chết do áp thấp nhiệt đới.                                                                                              | | [ 136 ]         |
| 2024             | Bão số 2 (Prapiroon)                  | I,II,III                                            | Quảng Ninh                     | Cấp 9 | Trà Cổ ghi nhận gió mạnh cấp 9 giật cấp 10, một số nơi khác ở Quảng Ninh có gió mạnh cấp 6 giật cấp 7 đến cấp 10. | 16 người chết | |                 |
| 2024             | Bão số 3 (Yagi)                       | I,II,III                                            | Quảng Ninh                     | Cấp 14-15 | Các đảo Bạch Long Vĩ và Cô Tô ghi nhận gió bão mạnh cấp 13. Trên đất liền Quảng Ninh, trạm khí tượng Bãi Cháy ghi nhận gió mạnh cấp 14 giật trên cấp 17, Cửa Ông ghi nhận gió cấp 12 giật cấp 14; đất liền Hải Phòng và các đảo sát bờ ghi nhận gió mạnh cấp 10-12 giật cấp 12-15. Với những tỉnh thành không giáp biển, Hải Dương ghi nhận gió mạnh cấp 10 đến cấp 13; Hưng Yên, Bắc Ninh, Bắc Giang, Vĩnh Phúc ghi nhận có gió cấp 8, cấp 9. Tại Thái Bình ghi nhận gió cấp 9 giật cấp 10-12. Các nơi khác ở phía Đông Bắc Bộ có gió cấp 6-7, giật cấp 8-10. Ông Hoàng Đức Cường, Phó Tổng cục trưởng Tổng cục Khí tượng Thủy văn cho biết bão Yagi gây gió giật cấp 17 ở Bãi Cháy và đây là lần đầu tiên (trên đất liền) Việt Nam đo được cấp gió giật này. | 325 người chết, thiệt hại 84544 tỷ đồng                                                                                          | Ảnh hưởng hoàn lưu sau bão đã gây mưa lũ lớn, dẫn đến sập cầu Phong Châu tại tỉnh Phú Thọ; Yagi được đánh giá là cơn bão mạnh nhất trong 30 năm qua trên biển Đông, là cơn bão mạnh nhất đổ bộ vào đất liền Việt Nam trong 70 năm qua. ; khí áp thấp nhất cho một cơn bão đổ bộ vào Việt Nam từ trước đến nay (Sân bay quốc tế Cát Bi (Hải Phòng) 958hPa, Bãi Cháy (Quảng Ninh) 955,2hPa). |                 |
| 2024             | Bão số 4 (Soulik)                     | IV,V                                                | Quảng Trị (Vĩnh Linh)          | Cấp 8-9 | Gió cấp 9, giật cấp 10 ở đảo Cồn Cỏ. Đất liền Hà Tĩnh - Quảng Trị gió cấp 6-7, giật cấp 8-10. | | |                 |
| 2024             | Bão số 6 (Trami)                      | IV,V                                                | Thừa Thiên Huế (Phú Lộc)       | Cấp 7-8 | Do ảnh hưởng của bão số 6 tại đảo Cồn Cỏ (Quảng Trị) có gió mạnh cấp 8, giật cấp 9; đảo Cù Lao Chàm (Quảng Nam) gió mạnh cấp 8, giật cấp 10; đảo Lý Sơn (Quảng Ngãi) gió mạnh cấp 6, giật cấp 7; Lệ Thủy (Quảng Bình) gió mạnh cấp 7, giật cấp 9; Nam Đông (Thừa Thiên Huế) gió mạnh cấp 8, giật cấp 10; Cẩm Lệ (Đà Nẵng) gió mạnh cấp 8, giật cấp 9; Sơn Trà (Đà Nẵng) gió mạnh cấp 9, giật cấp 10… | | Mưa lũ lớn, ngập lụt tại Quảng Bình | [ 144 ]         |